# Infanterie-Regiment „von Boyen“ (5. Ostpreußisches) Nr. 41
Das Infanterie-Regiment „von Boyen“ (5. Ostpreußisches) Nr. 41 war ein Infanterieverband der Preußischen Armee.

## Geschichte

### Aufstellung und Namensgebung
Im Jahr 1859 erfolgte eine umfassende Umstrukturierung der preußischen Heeresorganisation.
Durch A.K.O. vom 28. Juli 1859 wurde die Bildung von Landwehrstamm-Bataillonen befohlen. Das in Königsberg stehende 1. Infanterie-Regiment gab die Stämme für die zu bildenden Bataillone in Königsberg, Tilsit und Wehlau. Am 10. August 1859 formierte sich aus ihnen das „1. Landwehrstamm-Infanterie Regiment“. Der Regimentsstab verblieb in Königsberg. Im Jahr darauf, am 5. Mai 1860, wurde das Regiment in „1. kombiniertes Infanterieregiment“ umbenannt und geschlossen in Königsberg untergebracht. Diese Bezeichnung führte das Regiment bis zum 4. Juli 1860, ab diesem Zeitpunkt wurde per A.K.O. der Name „5. Ostpreußisches Infanterie-Regiment Nr. 41“ verliehen. Im Zuge dessen bildete das Regiment mit dem „1. Ostpreußischen Grenadier-Regiment Nr.1“ die „1. Infanterie-Brigade“.
Durch A.K.O. vom 27. Januar 1889 erhielt der Verband zu Ehren des ehemaligen Kriegsministers und Generalfeldmarschalls Hermann von Boyen dessen Namen als Zusatz. Die Bezeichnung  „Infanterie-Regiment ‚von Boyen‘ (5. Ostpreußisches) Nr. 41“ trägt das Regiment bis Anfang Januar 1919.

### Standorte und Abtretungen

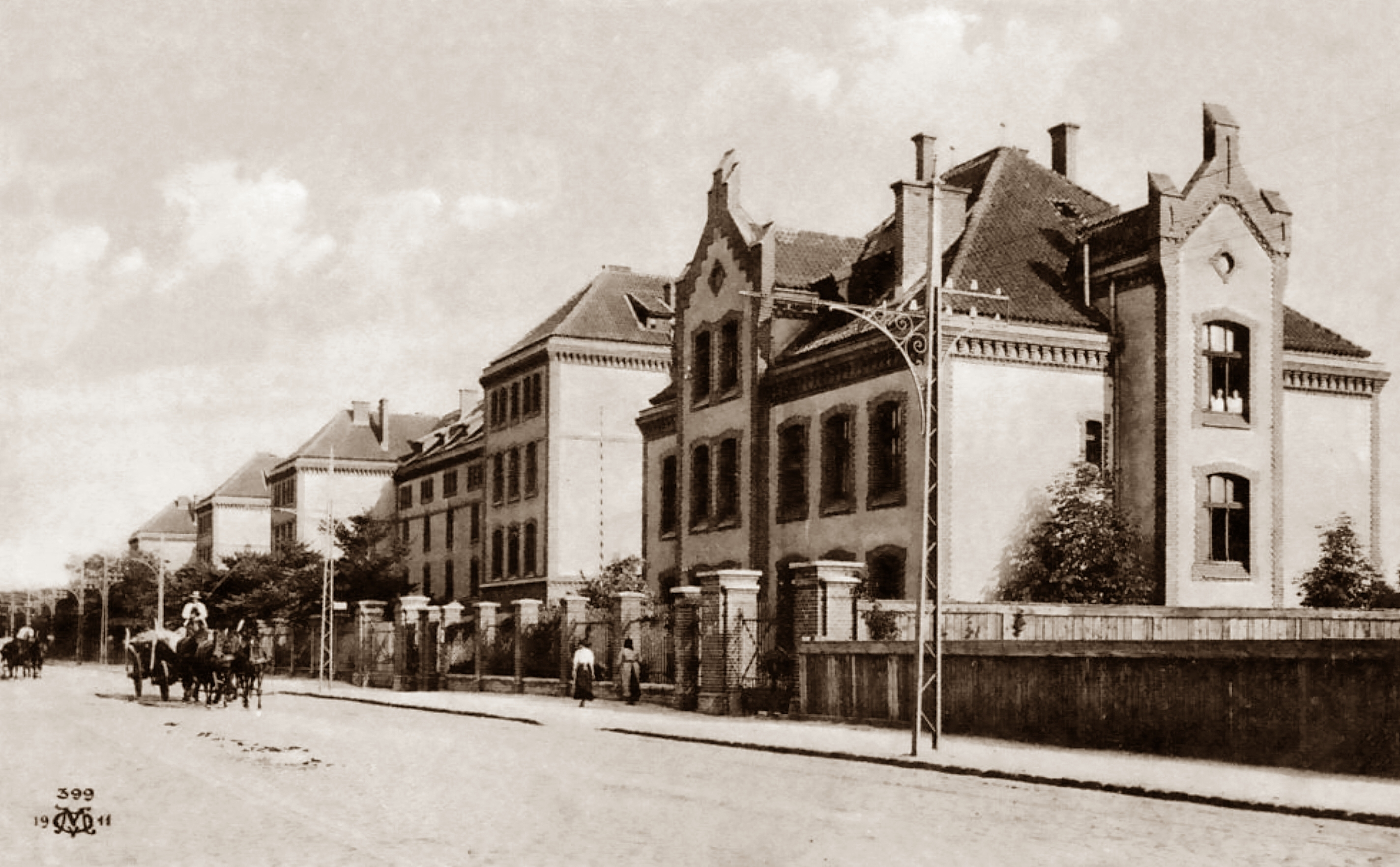
Garnison Tilsit, Kaserne in der Stolbecker Straße

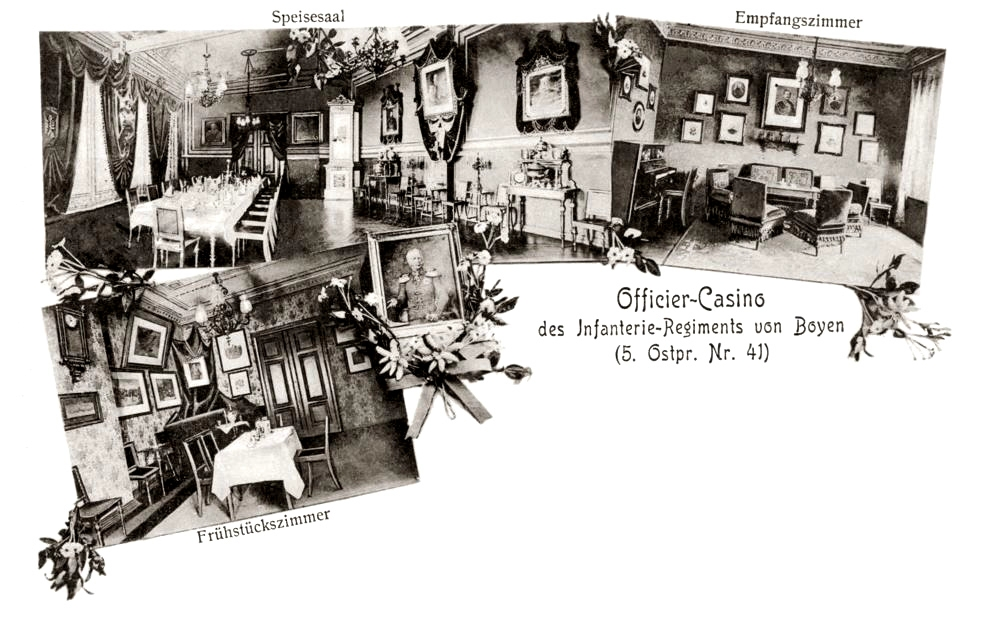
Offizierskasino in Tilsit

Nach der Gründung des 1. Landwehrstamm-Infanterie Regiment am 28. Juli 1859, waren die Stationierungsorte der Bataillone I.–III. in Königsberg, Wehlau und Tilsit. Ab 1860 wurden alle Bataillone am Standort Königsberg untergebracht.
Nach dem Grenzschutz-Einsatz von 1863 bis 1864 verlegte das I. Bataillon wieder nach Königsberg. Das II. und III. Bataillon wurden zu ihrem neuen Einsatzort nach Pillau befohlen. Nach Einsatzende im Oktober 1864 erfolgte die Vereinigung des Regiments in Königsberg.

#### Standorte
- 1860–1867 Garnison Königsberg
  - 1864–1867 Garnison Gumbinnen
- 1867–1885 Garnison Königsberg und Memel
- 1885–1889 Garnison Königsberg, Tilsit und Memel
- 1889–1897 Garnison Tilsit, Insterburg und Memel
- 1897–1918 Garnison Tilsit und Memel

#### Verlegungen
- Am 12. Dez. 1864 wurde die Verlegung des III. Bataillons nach Gumbinnen befohlen, um für Ersatz des II. Bataillons im Infanterie-Regiment „Herzog Karl von Mecklenburg-Strelitz“ (6. Ostpreußisches) Nr. 43 zu sorgen, welches vorher in ein anderes Einsatzgebiet abrückte. Das III. Bataillon kehrte am 12. Jan. 1866 nach Königsberg zurück.
- September 1885, Verlegung des II. Bataillons von Königsberg nach Tilsit.
- 1. April 1889, der Regimentsstab bezog in Tilsit sein neues Quartier, das I. Bataillon bezog in Insterburg Garnison. Das III. Bataillon verblieb in Memel.
- April 1897, Verlegung des in Insterburg stationierten I. Bataillon in die Garnison nach Tilsit.

#### Abtretungen
- 27. September 1866, es erfolgte die Abgabe der 5., 13. und der 15. Kompanie an das Füsilier-Regiment „General-Feldmarschall Prinz Albrecht von Preußen“ (Hannoversches) Nr. 73.

- 1. April 1881, Abgabe der 8. Kompanie an das Danziger Infanterie-Regiment Nr. 128.

- 1. April 1887, Abgabe der 10. Kompanie an das 3. Lothringisches Infanterie-Regiment Nr. 135. Die fehlenden Kompanien wurden zeitnah ersetzt.

- 1890 wird das IV. Bataillon an das 5. Lothringische Infanterie-Regiment Nr. 144 nach Metz abgegeben.

- 1. April 1897, Abgabe des IV. Bataillon an das Infanterie-Regiment Nr. 146 .

## Einsatzgeschichte

### Grenzschutz und Küstenschutz
Im Frühjahr 1863 kam es in Folge der Januaraufstände im östlichen Polen zur Mobilmachung der im Osten positionierten deutschen Korps. Das „5. Ostpreußische Infanterie-Regiment (Nr. 41)“ wurde von Februar 1863 bis Juni 1864 zum Grenzschutz in der Gegend von Thorn eingesetzt. Ende Juni 1864 erfolgte der Befehl zum Rückzug vom Grenzschutz, das I. Bataillon verlegte vom Einsatzort wieder in die Garnison nach Königsberg ab. Während das II. Bataillon und das Füsilier-Bataillon Befehl erhielten zur Verlegung nach Pillau, mit der Aufgabe des Küstenschutzes gegen die den Pillauer Hafen blockierenden dänischen Schiffe. Im Zuge dieser Aufgabe kam es zum vereinzelten Beschuss der vor Pillau liegenden dänischen Schiffe, welcher allerdings ohne Wirkungstreffer blieb. Nach Beendigung des Deutsch-Dänischen Krieges kehrten auch diese Einheiten nach Königsberg zurück.

### Deutscher Krieg von 1866
Nach vollzogener Mobilmachung des Regiments, erfolgt am 23. Juni 1866 im Verband des I. Armeekorps der Einmarsch in Böhmen.
Während des Krieges gegen Österreich kam das Regiment beim Treffen von Trautenau am  27. Juni 1866 und der Schlacht bei Königgrätz am 3. Juli 1866 zum Einsatz. Beim Treffen von Trautenau waren die Bataillone des Regiments an der Besetzung von Trautenau und an den schweren Kämpfen um die strategisch wichtigen Anhöhen beteiligt. Die 1. Kompanie  besetzte den östlichen Teil des Marktes, die 2. Kompanie stieß gegen den Galgenberg vor, die 6. Kompanie ging gegen den Hopfenberg vor. Richtung Kapellenberg stieß die 4., 7. und 8. Kompanie vor, dort angelangt stürmte die 7. Kompanie die Kapelle, welche von österreichischen Soldaten besetzt war. Es entwickelte sich innerhalb der Kapelle ein schweres Gefecht. Die österreichische Brigade Mondel musste zurückweichen. Die Bataillone konnten die Wegnahme des Galgenberges, des Hopfenberges und des Kapellenberges erreichen. Im weiteren Gefechtsverlauf änderte sich allerdings die Situation zu Gunsten der Österreicher. Aufgrund des ungünstigen Verlaufes des Gefechts mussten sich die beteiligten Verbände des I. Armeekorps aus Trautenau unter Feuerschutz der eigenen Artillerie zurückziehen. In der wenige Tage später folgenden Schlacht von Königgrätz kam das Regiment bei den schweren Kämpfen um das Dorf Chlum zum Einsatz, hier insbesondere um die strategisch wichtige Ortschaft Rosberitz. Rosberitz war von den sich zurückziehenden österreichischen Brigaden Hertwek, Waldstätten und Abele besetzt, den Resten der 1. Garde-Division. Zu diesem Zeitpunkt folgte das Eingreifen der Avantgarde des I. Armeekorps (Ostpreußisches). Das I. und III. Bataillon des „5. Ostpreußischen Infanterie-Regiments Nr. 41“ setzten im Zusammenwirken mit dem „1. Ostpreußischen Grenadier-Regiment Nr. 1 Kronprinz“ und dem „Ostpreußisches Jägerbataillon Nr. 1“ zum Angriff auf Rosberitz an. Die Erstürmung war erfolgreich, über 3000 österreichische Soldaten gingen in Gefangenschaft. Mit zum Erfolg dieser Operation hat der gleichzeitige Flankenangriff der 11. Division beigetragen.
Das Regiment kehrt nach Beendigung der kriegerischen Auseinandersetzungen mit Österreich am 17. September 1866 in die Garnison zurück.

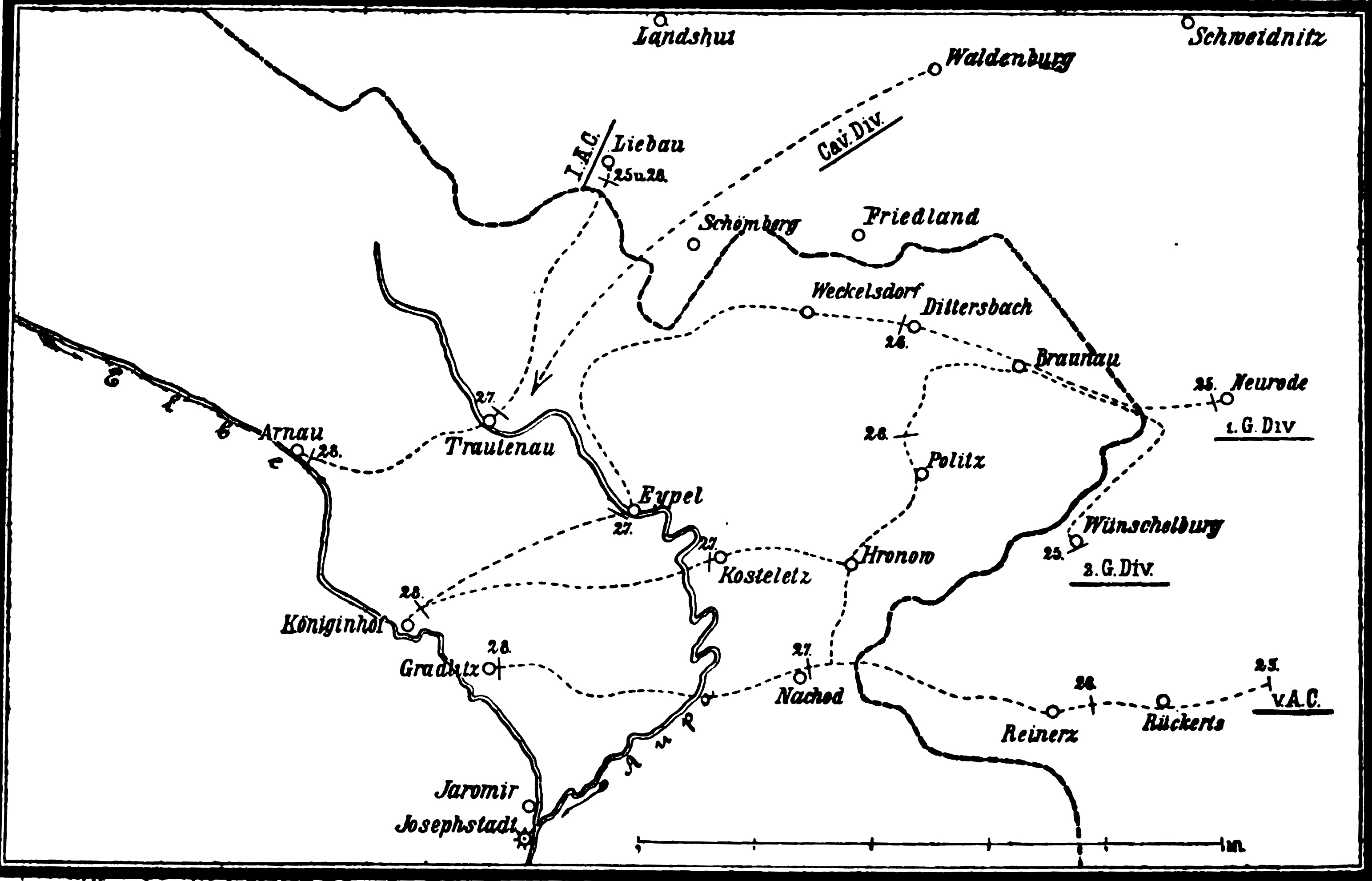
1. Armee-Korps, Vorstoß auf Trautenau

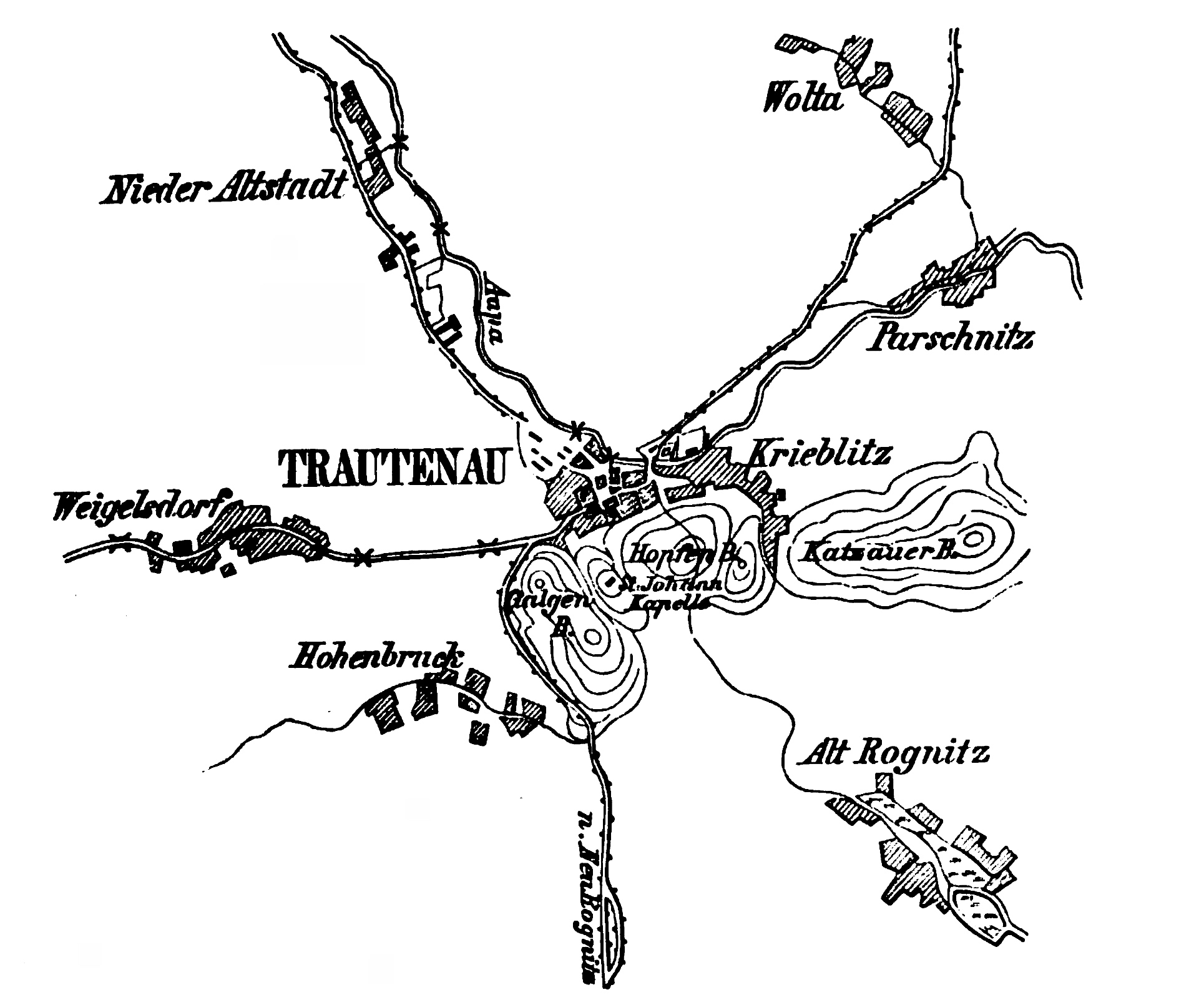
Treffen von Trautenau, strategisch wichtige Anhöhen

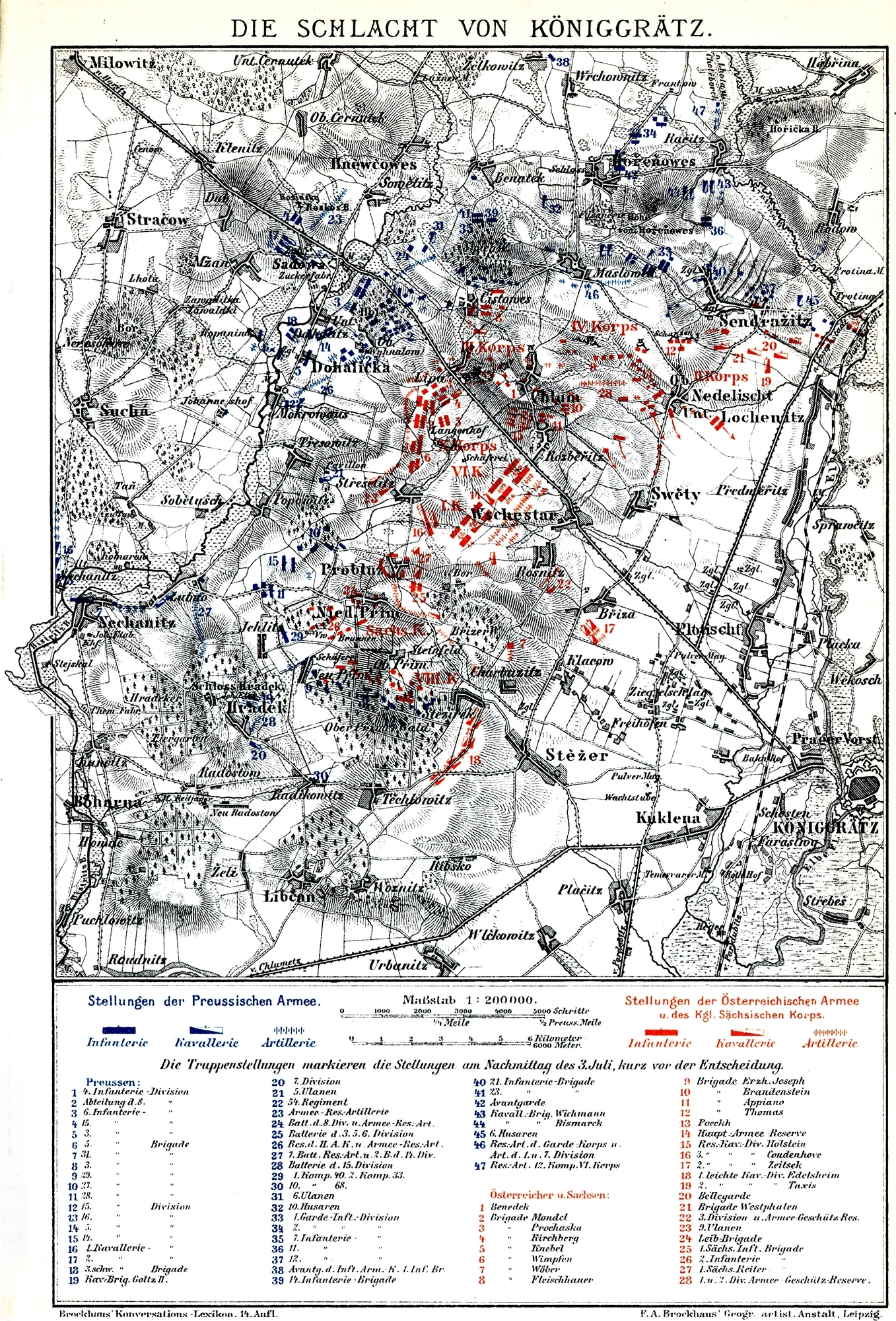
Schlachtaufstellung Königgrätz

#### Unterstellung
- II. Armee (Kronprinz)
  - I. Armeekorps
    - 1. Infanterie-Division
      - 5. Ostpreußisches Infanterie-Regiment Nr. 41
      - 1. Ostpreußisches Grenadier-Regiment Nr. 1 Kronprinz
      - Ostpreußisches Jägerbataillon Nr. 1
      - Litauisches Dragoner-Regiment Nr. 1

#### Vorstoß auf Trautenau

##### Rechtes Seitendetachement
(unter Führung von Oberst von Koblinksi, über Schatzlar und Ober-Altstadt marschierend)
- 1. Eskadron des Litauischen Dragonerregiment Nr. 1
- I. u. II. Bataillon des 5. Ostpreußischen Infanterieregiment Nr. 41
- 4. Kompanie des Ostpreußischen Jägerbataillons Nr. 1
- 2 Geschütze der 5. 4-Pfünder-Batterie

##### Rechte Flügelkolonne
- Gros der Avantgarde (unter Führung von Generalmajor von Pape)
  - 1., 2. u. 3. Kompanie des Ostpreußischen Jägerbataillons Nr. 1
  - III. Bataillon des Grenadier-Regiments Nr. 1
  - III. Bataillon des Ostpreußischen Infanterieregiment Nr. 41.
  - 1. reitende Batterie
  - 2. u. 4. Eskadron des Litauischen Dragonerregiment Nr. 1
  - Ostpreußisches Ulanenregiment Nr. 8
  - 4 Geschütze der 5. 4-Pfünder-Batterie

##### Verluste
- Offiziere: ein Toter
- Mannschaften: 16 Tote[11]
- Vermisste: 16

#### Schlacht bei Königgrätz

##### Einsatzverlauf
- Avantgarde, Säuberung des Dorfes Maslowed
- Marsch zum Nordende von Chlum (Direktionspunkt)
- Kämpfe um das Dorf Chlum
- Kämpfe um Rosberitz

##### Verluste
- Offiziere: 1 Toter
- Mannschaften: 9 Tote[12]
- Vermisste: 3

### Deutsch-Französischer Krieg 1870/71

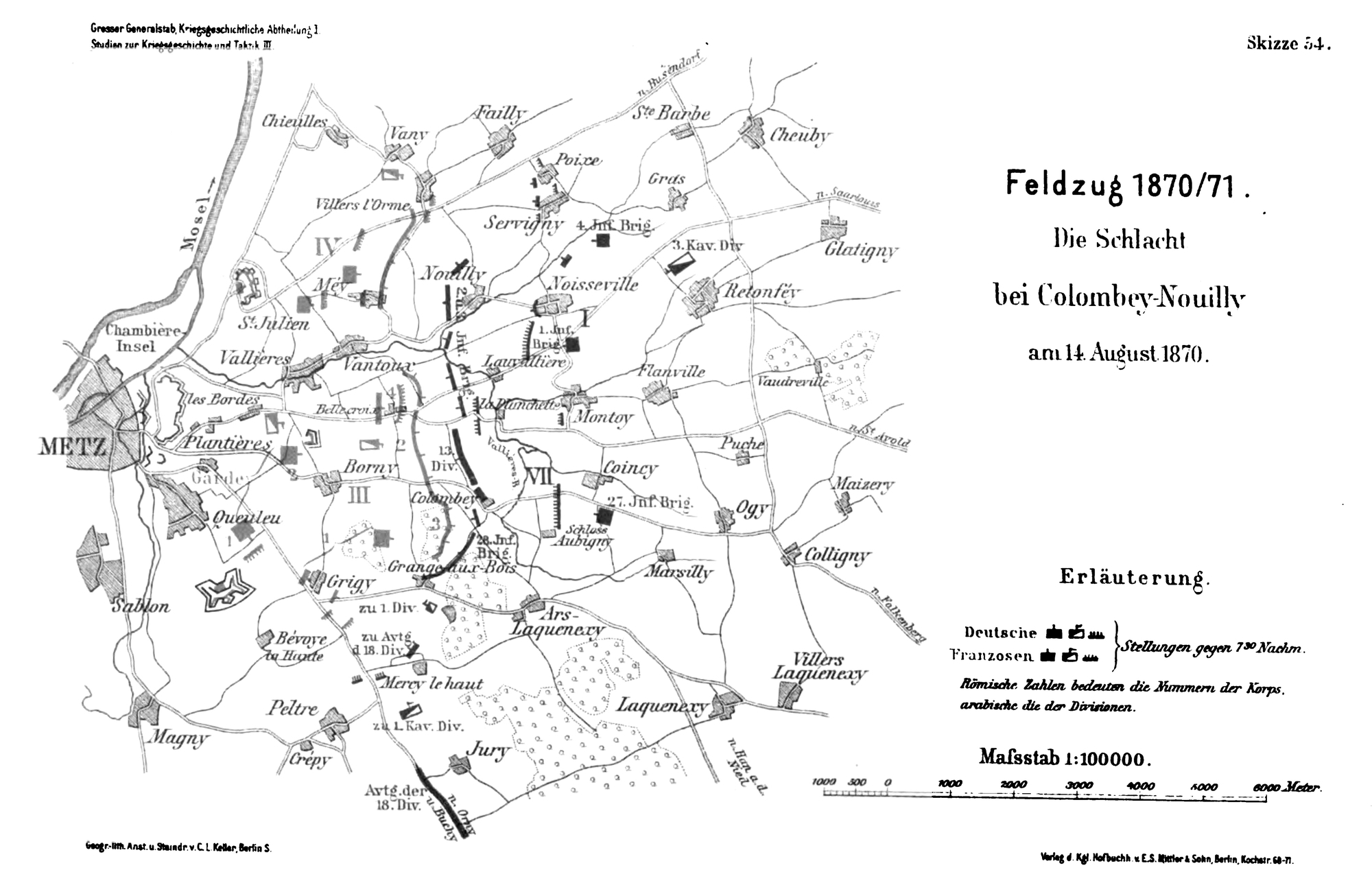
Schlacht bei Colombey-Nouilly

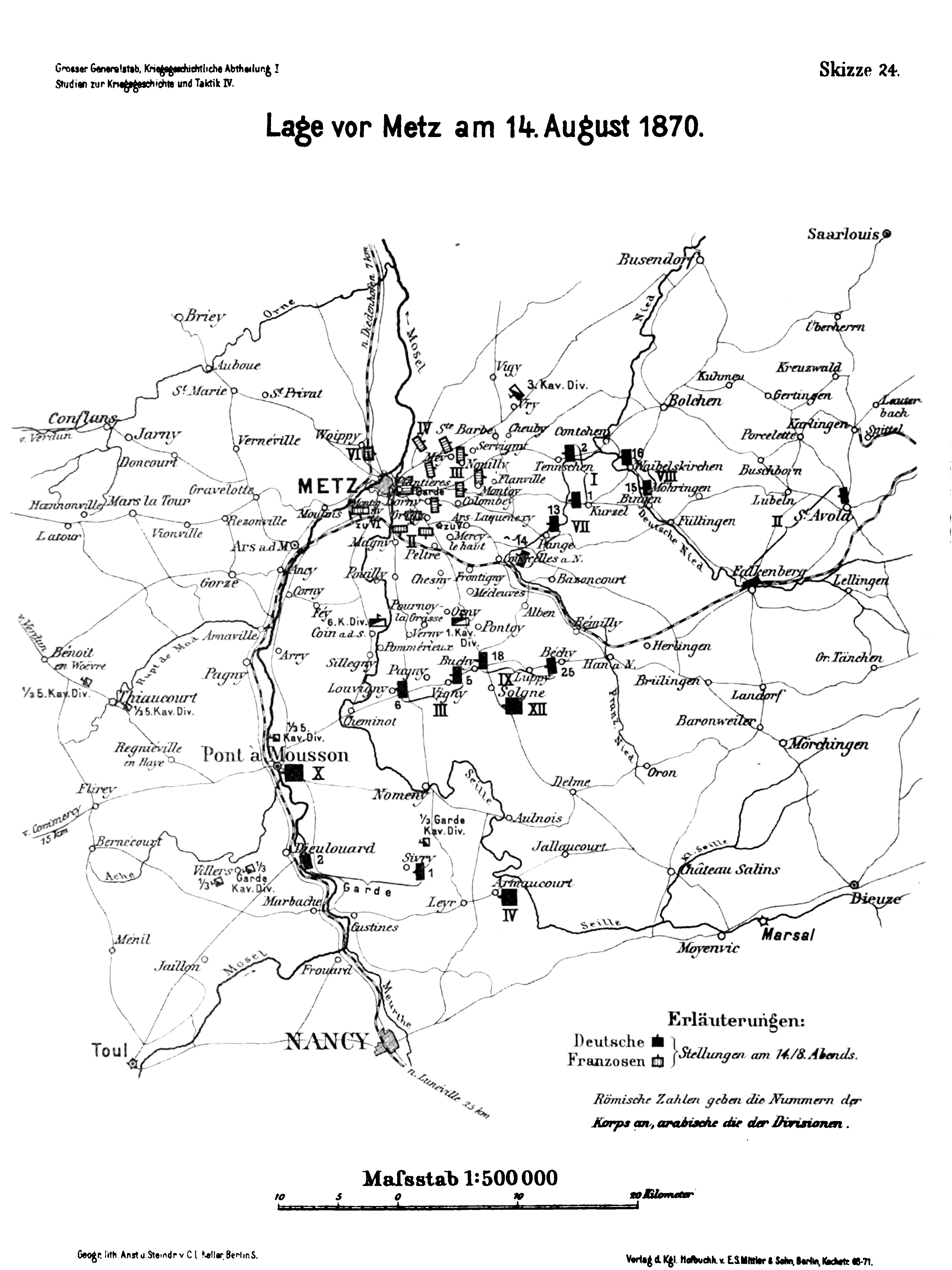
Lageskizze Metz am 14. Aug. 1870

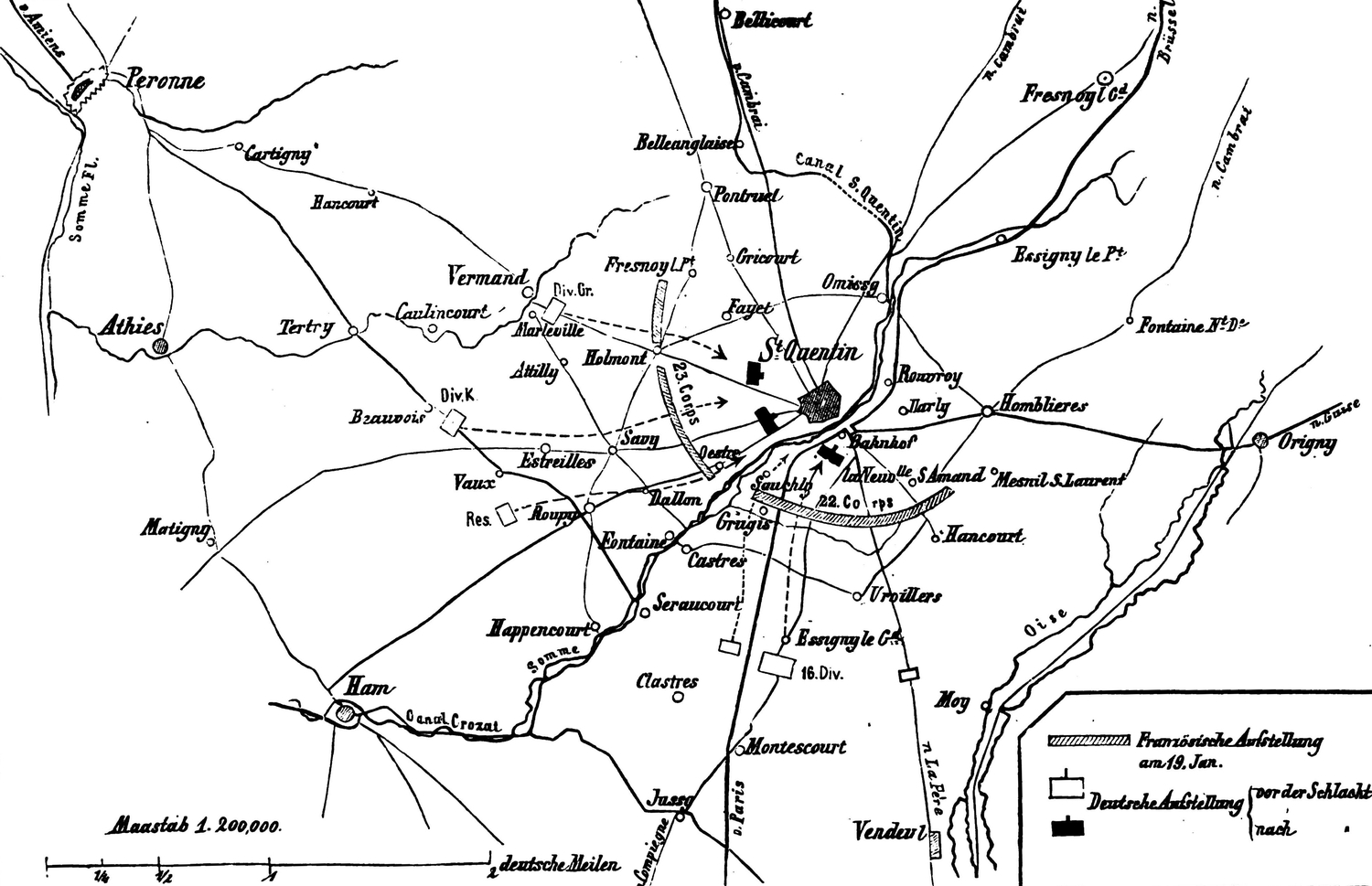
Schlacht bei St. Quentin 1871

Am 15. Juli 1870 ordnete König Wilhelm I. die Mobilmachung der preußischen Armee an.
Das Regiment kam im Verband des I. Armee-Korps zum Einsatz, welches unter Befehl von Generalleutnant von Bentheim stand. Im Verband übernahm das 5. Ostpreußische Infanterie-Regiment Nr. 41 unter anderem die Deckung der Einschließungsarmee von Paris im Norden und im Westen. Des Weiteren wurde das Regiment in der Schlacht bei Noisseville  eingesetzt und war an der Einschließung und späteren Belagerung von Metz beteiligt. Insbesondere das Eingreifen des Regiments am 19. Januar 1871 in der Schlacht von St. Quentin trug mit zur Schlachtentscheidung bei. Der durch das Regiment erfolgreich ausgeführte Angriff auf den Südflügel der französischen Truppen hatte eine wichtige strategische Bedeutung für den Ausgang der Schlacht.

#### Unterstellung
- I. Armee-Korps
  - 1. Division
    - 1. Infanterie-Brigade
      - Grenadier-Regiment „Kronprinz“ (1. Ostpreußisches) Nr. 1
      - Infanterie-Regiment „von Boyen“ (5. Ostpreußisches) Nr. 41
        - 2. u. 3. Pionierkompanie mit Schanzzeugkolonne

    - Dragoner-Regiment „Prinz Albrecht von Preußen“ (Litthauisches) Nr. 1
      - 1. Fuß-Abteilung Feld-Artillerie-Regiment Nr. 1

#### Gefechtskalender
(Quelle: Gefechtskalender des deutsch-französischen Krieges 1870/71, Großer Generalstab (Hrsg.).)

##### 1870
- 14. August – Schlacht bei Colombey-Nouilly
- 17. August – Beschießung des südöstlichen Teils von Metz
- 26. August – Ausfallgefecht bei La Grange aux Bois
- 31. August bis 1. September – Schlacht bei Noisseville
- 22. September – Ausfallgefecht bei Villers l’Orme, Colombey und Mercy le Haut
- 07. Oktober – Gefecht bei Bellvue
- 13. bis 17. November – Einschließung und Beobachtung von Mézières
  - 13. November – Scharmützel bei Warnécourt (I. und II. Bataillon)
- 27. November – Schlacht bei Amiens
- 31. Dezember – Gefecht bei Robert le Diable – Orival (3., 4., 8., 7., 9. und 12. Kompanie)

##### 1871
- 04. Januar – Gefechte bei Robert le Diable – Maison Brulet
- 10. Januar – Überfall bei Gainneville
- 19. Januar – Schlacht bei St. Quentin
- 23. Januar – Beschießung von Landrecies (II. Bataillon)
- 03. März – Rückmarsch des deutschen Heeres

### Erster Weltkrieg
Die Mobilmachung des Regiments erfolgte am 2. August 1914. Das Regiment trat in den Verband der 1. Infanterie-Division unter Führung von Generalleutnant von Conta.
1. Ostpreußisches Grenadierregiment Nr. 1 „Kronprinz“ und das Infanterie-Regiment „von Boyen“ (5. Ostpreußisches) Nr. 41 bildeten zusammen die 1. Infanterie-Brigade unter Befehl von Generalmajor von Trotha. Weitere Einheiten der Brigade waren die Feldartillerie-Regimenter 16 und 52, die 3. Kompanie Pionierbataillon I. und das Ulanen-Regiment „Graf zu Dohna“ (Ostpreußisches) Nr. 8.
Die Einheiten der 1. Infanterie-Division sammelten sich am 8. und 9. August 1914 im Raum Gumbinnen-Stallupönen. Bereits am 10. Aug. 1914 kam es zu Gefechten mit russischer Kavallerie, im Bereich der Ortschaft Uszballen. Das Regiment nahm an der Ostfront an der Schlacht von Tannenberg und an den Masurischen Seen teil. Nach dem Vordringen russischer Truppen über die Linie Jablunka-Duklapass wurde das Regiment im Verband der 1. Infanterie-Division in die Karpathen verlegt. Das Regiment verlegte am 11. Januar 1915 mit Hilfe mehrerer Eisenbahnzüge von Thorn über Breslau und Wien nach Munkacz, wo es am 16. Januar morgens ankam. Im März wurden die 3. Garde-Division und die 1. Infanterie-Division zusammengefasst zum „Korps Bothmer“ unter Kommando von General Graf von Bothmer. In den nächsten Monaten kam es zu zahlreichen Feindberührungen in diesem für Mensch und Material schwierigen Kampfgebiet. Am 5. März 1916 verließ das Regiment diesen Frontbereich aufgrund des Verlegungsbefehls an die Westfront. Nach mehrtägiger Zugfahrt wurde das Regiment einige Kilometer östlich von Metz in Wendel entladen. Von hier aus bezog das Regiment Quartier östlich um Metz. Es folgte der Einsatz in der Schlacht um Verdun. Am 24. April kam das Regiment erstmals mit dem Gaskrieg der Westfront in Kontakt. Gegen Abend des Tages begannen die französischen Truppen, den Bereitstellungsraum des Regiments in der Hardaumont-Schlucht mit Gasgranaten zu belegen. Es folgten im Mai die Kämpfe um den Fumin-Wald, hier standen die Kompanien des Regiments unter andauerndem Trommelfeuer der feindlichen Artillerie. Die vordersten Stellungen wurden gänzlich eingeebnet und zahlreiche Soldaten in diesen verschüttet. Im Weiteren ist auch der Einsatz im Juni gegen die Hauptverteidigungslinie der Franzosen am östlichen Maasufer zu nennen. Anfang August 1916 schied das Regiment aus der 1. Infanterie-Division aus. Mitte September trat das Regiment zur neugebildeten 221. Infanterie-Division, mit einer anschließenden Ruhephase in der Gegend von Mouzon an der Maas bis zum 18. Oktober. Ab dem 20. Oktober folgte der Einsatz auf den Schlachtfeldern an der Somme. In den folgenden Monaten nahm das Regiment an weiteren Kampfhandlungen an der Westfront teil.
Am 12. November 1918 verließ das Regiment das Kriegsgebiet und trat den Rückmarsch in die Garnisonsstadt Tilsit an, wo es am 21. Dezember eintraf und demobilisiert wurde. Während des Weltkrieges erlitt das Regiment schwere Verluste.

#### Gefechtskalender

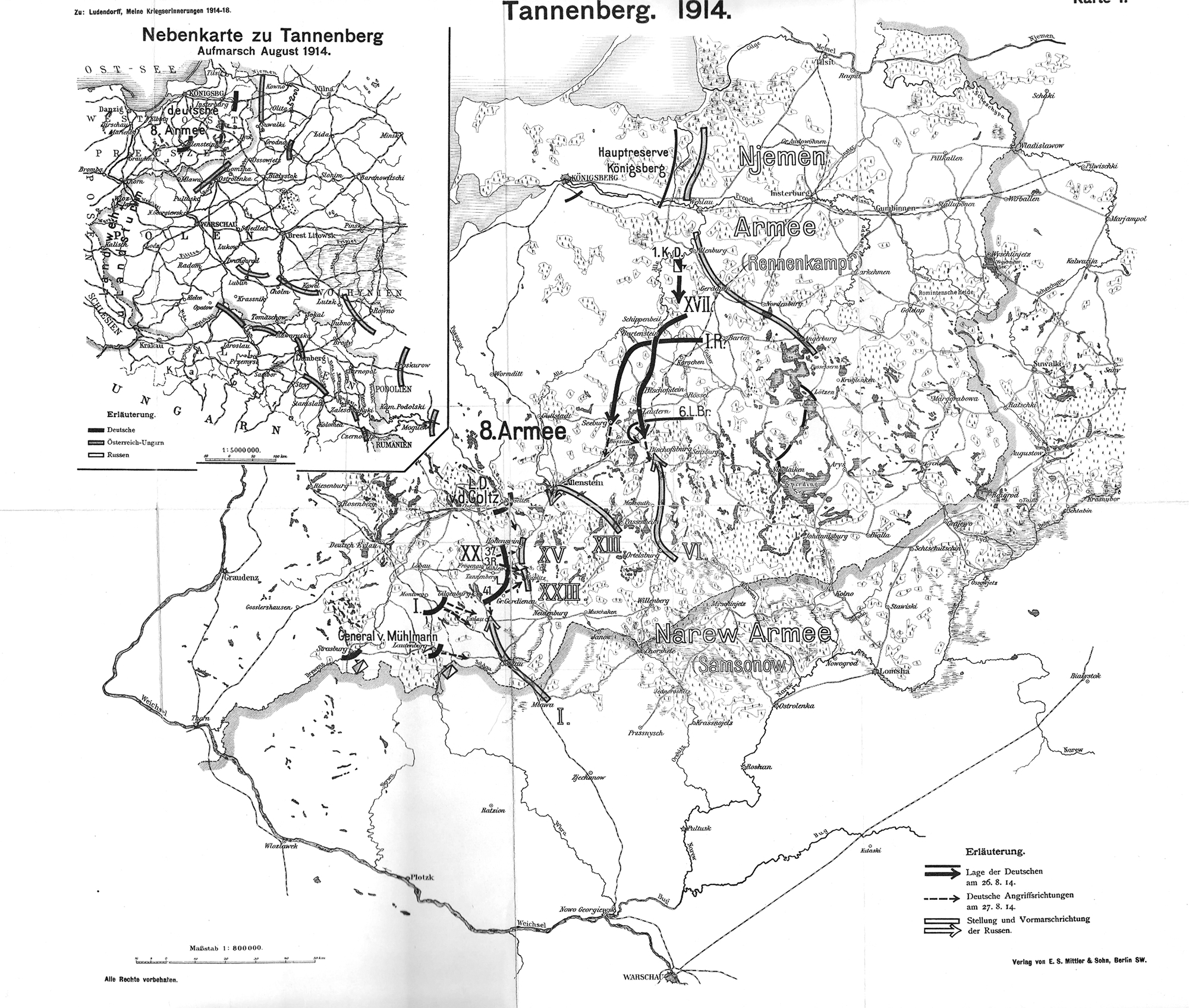
Tannenberg 1914

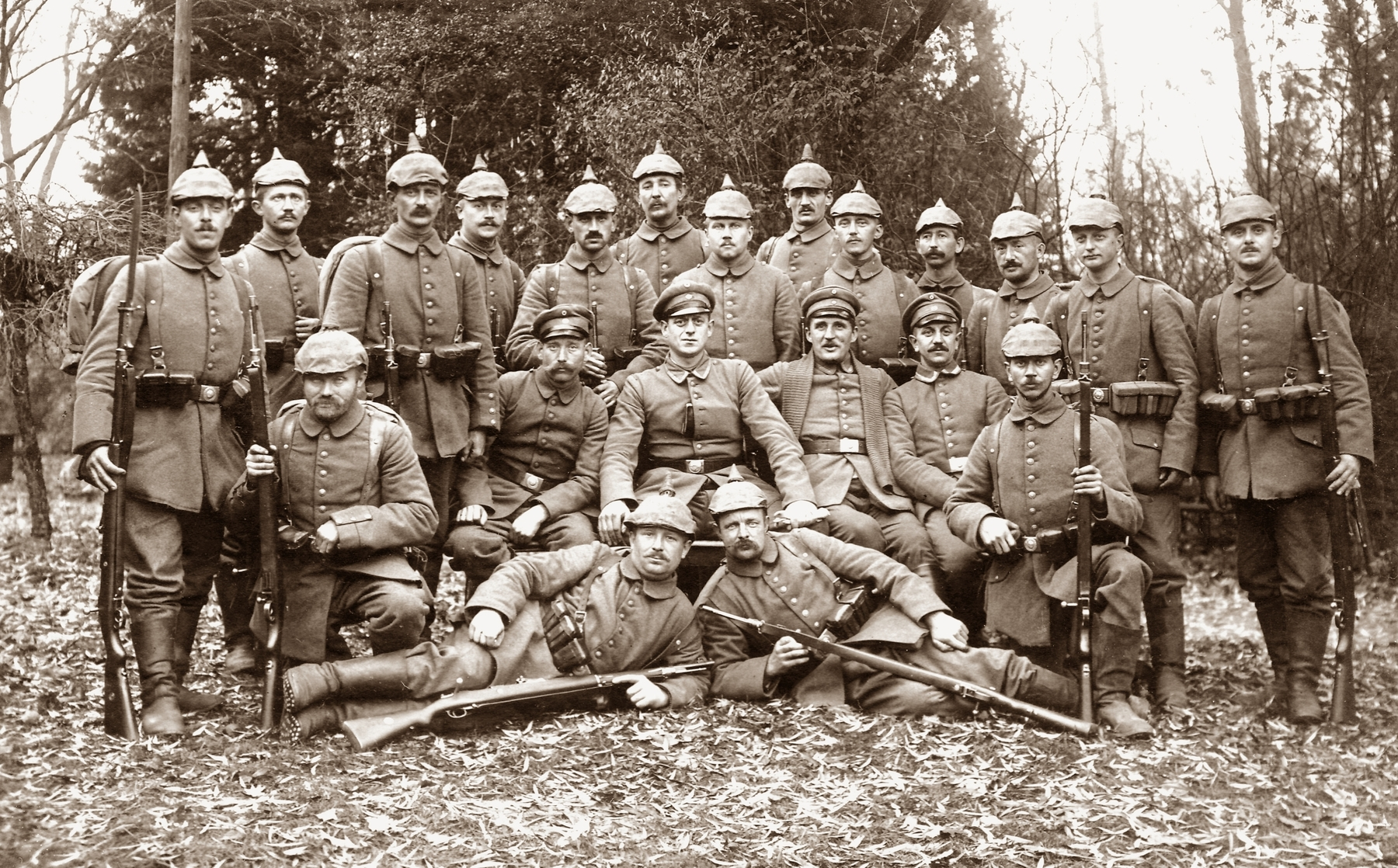
II. Ersatz-Bataillon Nr. 41, Memel

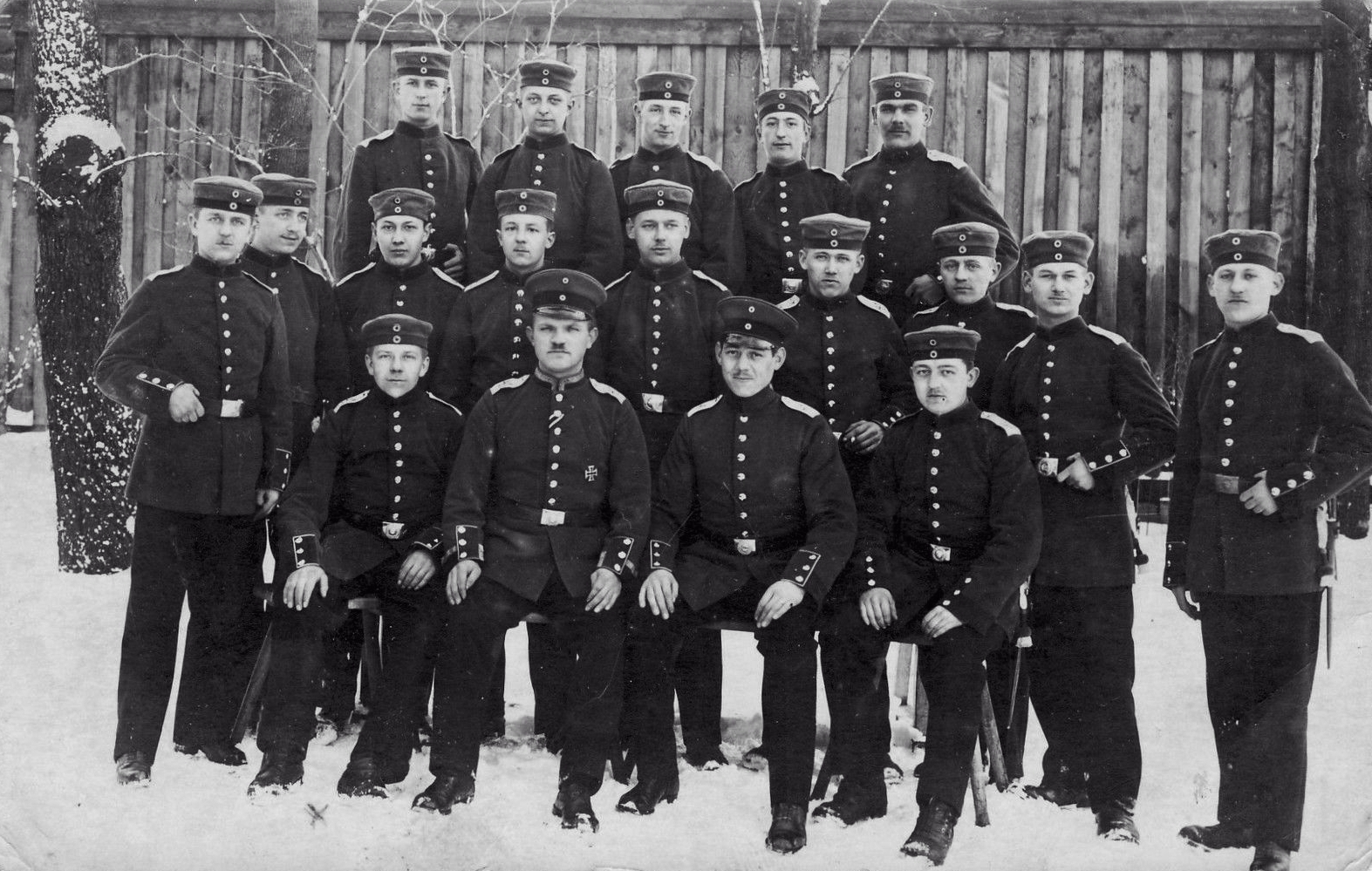
Abschluss der Ausbildung im III. Bataillon 1916

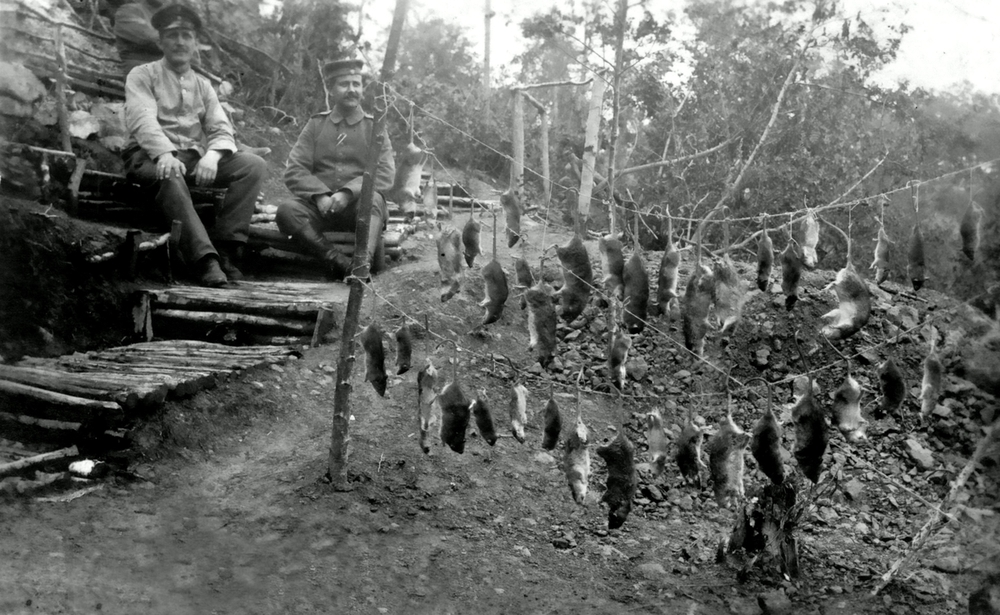
12. Kompanie in Stellung in den Argonnen 1916, Präsentation der nächtlichen Rattenjagd

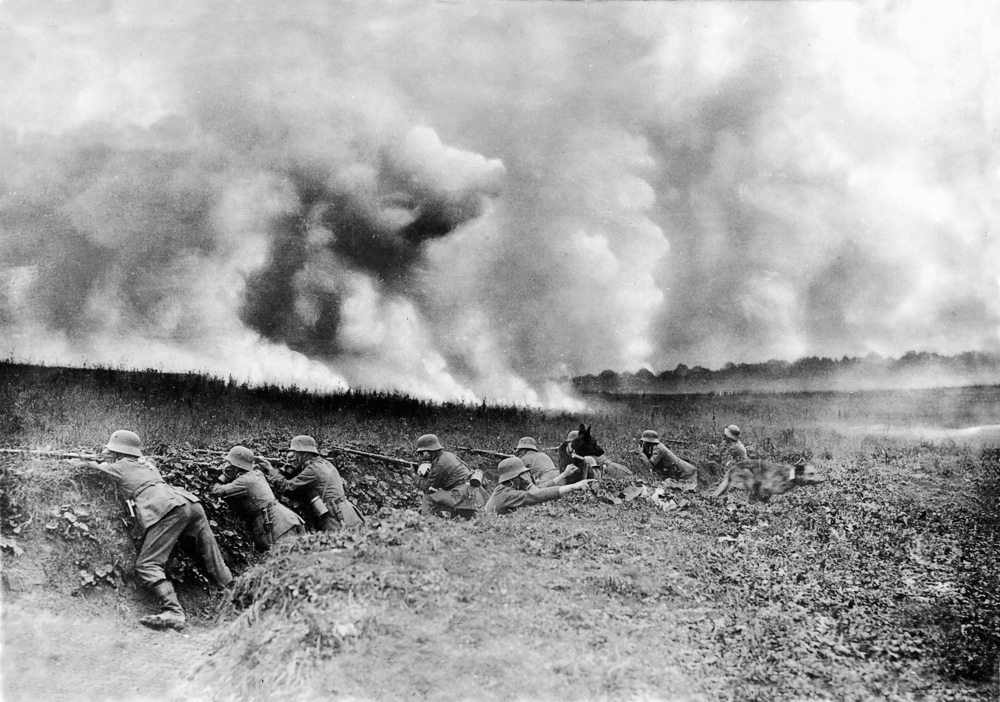
Gasangriff an der Westfront, Meldehunde werden ins rückwärtige Gebiet gesendet.

1. (Quelle: Das Infanterie-Regiment von Boyen (5. Ostpreußisches) Nr. 41. im Weltkriege 1914–1918.)
2. (Quelle: I. Amtliche Zusammenstellung der Schlachten und Gefechte des Infanterie-Regiments Nr. 41)

##### 1914
- 10. August – Gefecht bei Uszballen
- 11. August – Gefecht bei Stallupönen
- 12. August – Gefecht bei Bilderweitschen
- 15. August – Gefecht bei Kibarty
- 17. August – Gefecht bei Bilderweitschen
- 20. bis 21. August – Schlacht bei Gumbinnen
- 23. August bis01. Sept – Schlacht bei Tannenberg
- 05. bis 15. September – Schlacht an den Masurischen Seen
  - 08. September – Gefecht bei Arys
  - 05. September – Gefecht bei Gablick
  - 12. September – Gefecht bei Tollmingkehmen
- 24. bis 30. September – Gefecht am Njemen
- 01. bis02. Oktober – Gefecht bei Suwałki
- 03. Oktober bis0 5. November – Stellungskampf bei Grajewo-Wizajny
  - 04. bis07. Oktober – Gefechte bei Pawlowka und Morgi
  - 07. Oktober – Gefechte bei Podysokie und Rudka
  - 24. Oktober – Gefecht bei Glowona-Gora
  - 25. bis 26. Oktober – Gefecht bei Alexandrowo
  - 27. bis 28. Oktober – Gefecht bei Wolka, Erstürmung von Rabalina
  - 29. Oktober – Gefecht bei Podwysokie
- 07. bis08. November – Schlacht bei Göritten
  - 08. November – Erstürmung des Horeb-Berges
- 13. bis 16. November – Schlacht an der Rominter Heide
- ab 27. November – Kämpfe in Russisch Polen
  - 27. November – Gefechte östlich Gobin
  - 30. November bis01. Dezember – Gefecht bei Skowroda
  - 07. Dezember – Gefecht bei Oschiny
  - 14. Dezember – Gefecht bei Blendow
  - 17. Dezember – Übergang über die Bzura
  - 18. Dezember – Einnahme von Bolimow
  - 19. Dezember – Übergang über die Rawka
  - ab 19. Dezember – Kämpfe bei Wola-Szydlowiecka

##### 1915
- bis05. Januar – Kämpfe in Russisch Polen
  - bis05. Januar – Kämpfe bei Wola-Szydlowiecka
- 27. Januar – Gefecht bei Vezerszallas
- 29. Januar – Gefecht am Verecke-Pass
- 31. Januar bis03. Februar – Schlacht am Lysa-Pass
- 04. Februar bis08. April – Kämpfe um den Zwinin
- 09. April – Erstürmung des Zwinin
- 10. April – Wegnahme des Mlatka
- 10. April – Gefechte bei Koziowa
- 12. Mai – Erstürmung des Ostry
- 12. bis 17. Mai – Vormarsch in den Karpathen
- 18. Mai bis 03. Juni – Schlacht bei Stryj
- 04. bis 09. Juni – Verfolgung in Galizien
- 10. bis 22. Juni – Schlacht bei Zydaczow
- 22. Juni – Übergang über den Dnjestr
- 27. bis 29. Juni – Schlacht an der Gnila-Lipa
- 01. bis06. Juli – Verfolgung zwischen Gnila-Lipa und Zlota-Lipa
- 17. Juli – Angriff bei Maslomencze
- 19. bis 30. Juli – Schlacht bei Hrubieszow
  - 21. Juli – Erzwingung des Überganges über die Huczwa
  - 23. Juli – Gefecht bei Wolajewice
  - 24. bis 28. Juli – Gefecht bei Ubdrowice
  - 29. Juli – Angriff auf Annopol
- 31. Juli – Schlacht bei Strelcze
- 01. bis03. August – Schlacht bei Cholm
- 09. bis 12. August – Schlacht an der Ucherka
- 14. bis 17. August – Schlacht bei Wlodawa
- 18. bis 26. August – Kämpfe um Brest-Litowsk
- 27. bis 28. August – Verfolgung auf Kobryn
- 31. August bis01. September – Schlacht bei Horodec
- 4. bis 6. September – Schlacht bei Drohiczin-Chomsk
- 08. bis 10. September – Expedition gegen Seen-Enge und Piaski
- 11. bis 24. September – Verfolgungsgefechte zum Styr-Fluss
  - 17. bis 19. September – Gefecht bei Pinsk und Logischin
- 25. September bis 15. November – Kämpfe am Styr
  - 26. Oktober – Übergang über den Styr bei Kolki
  - 28. September bis01. Oktober – Kampf am Kormin und an der Pulilowka
  - 05. bis 30. Oktober – Gefechte am Styr
- 01. bis 12. November – Gefechte bei Lissowo-Budka-Nowosselki
- 13. November – Schlacht bei Tschartoriisk
- ab 15. November – Stellungskampf am Styr

##### 1916

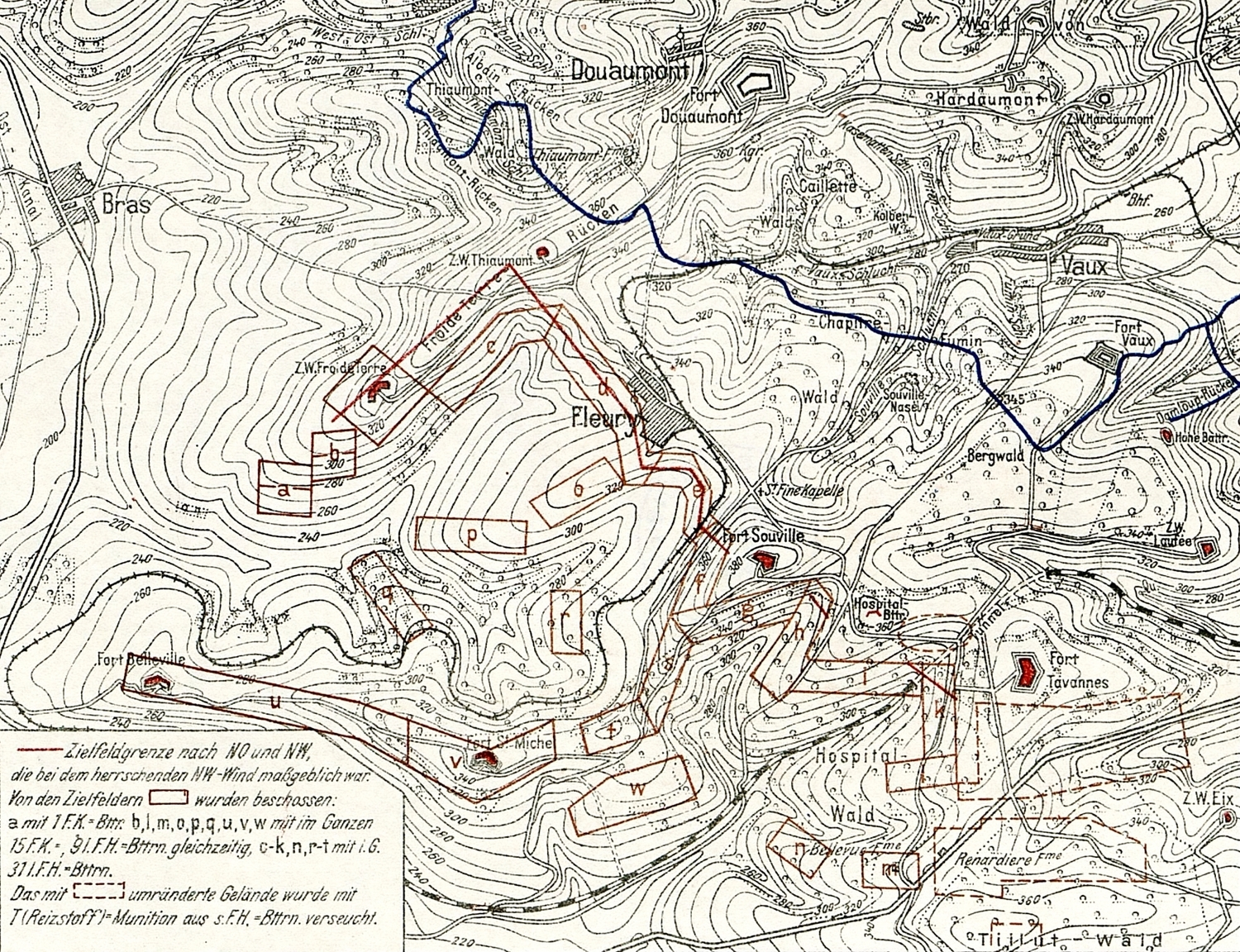
Giftgasangriff (Grünkreuz) Verdun in der Nacht vom 22. auf den 23. Juni 1916.

- bis 31. Januar – Stellungskampf am Styr
- 12. März bis08. August – Schlacht um Verdun
  - 12. bis 22. März – Vorbereitungsphase
  - 22. März bis 10. April – Quartier Gondrecourt bei Étain
    - 23. bis 26. März – Ablösung des sächsischen L.I.R. 102 in der Stellung von Hermesville

  - 18. April bis01. Juni – Kämpfe zwischen dem Vaux und Cailette Wald
  - 1. Juni – Erstürmung der Britenschlucht, Übergang über den Vaux-Sumpf, Erstürmung des Fumin
- 30. Juli bis05. August – Schlacht um Verdun
- 06. bis 13. August – Kämpfe an der Nordfront von Verdun auf dem westlichen Maasufer
- 14. bis 24. August – Kämpfe um Zwischenwerk Thiaumont und auf Kalter Erde (Ouvrage de Froideterre)
- 01. bis 25. September – Kampf um den Argonner Wald
- 20. Oktober bis 26. November – Schlacht südlich der Somme
- ab 26. November – Stellungskampf an der Somme

##### 1917
- bis 15. März – Stellungskampf an der Somme
- 16. März bis 18. März – Rückzug in die Siegfriedstellung
- 18. März bis 11. April – Kämpfe vor der Siegfried-Front I.
- 12. April bis09. Mai – Frühjahrsschlacht an der Arras
- 10. Mai bis 13. Juni – in der Siegfriedstellung II. bei der Gruppe Cambrai
- 13. Juni bis 13. August – Schlacht um Flandern
- 13. August bis 16. November – Stellungskämpfe in der Champagne
- 17. bis 23. November – Schlacht in Flandern
- 24. November bis09. Dezember – Tankschlacht und Angriffsschlacht bei Cambrai
- ab 10. Dezember – Vorbereitung zur Angriffsschlacht im Westen 1918

##### 1918

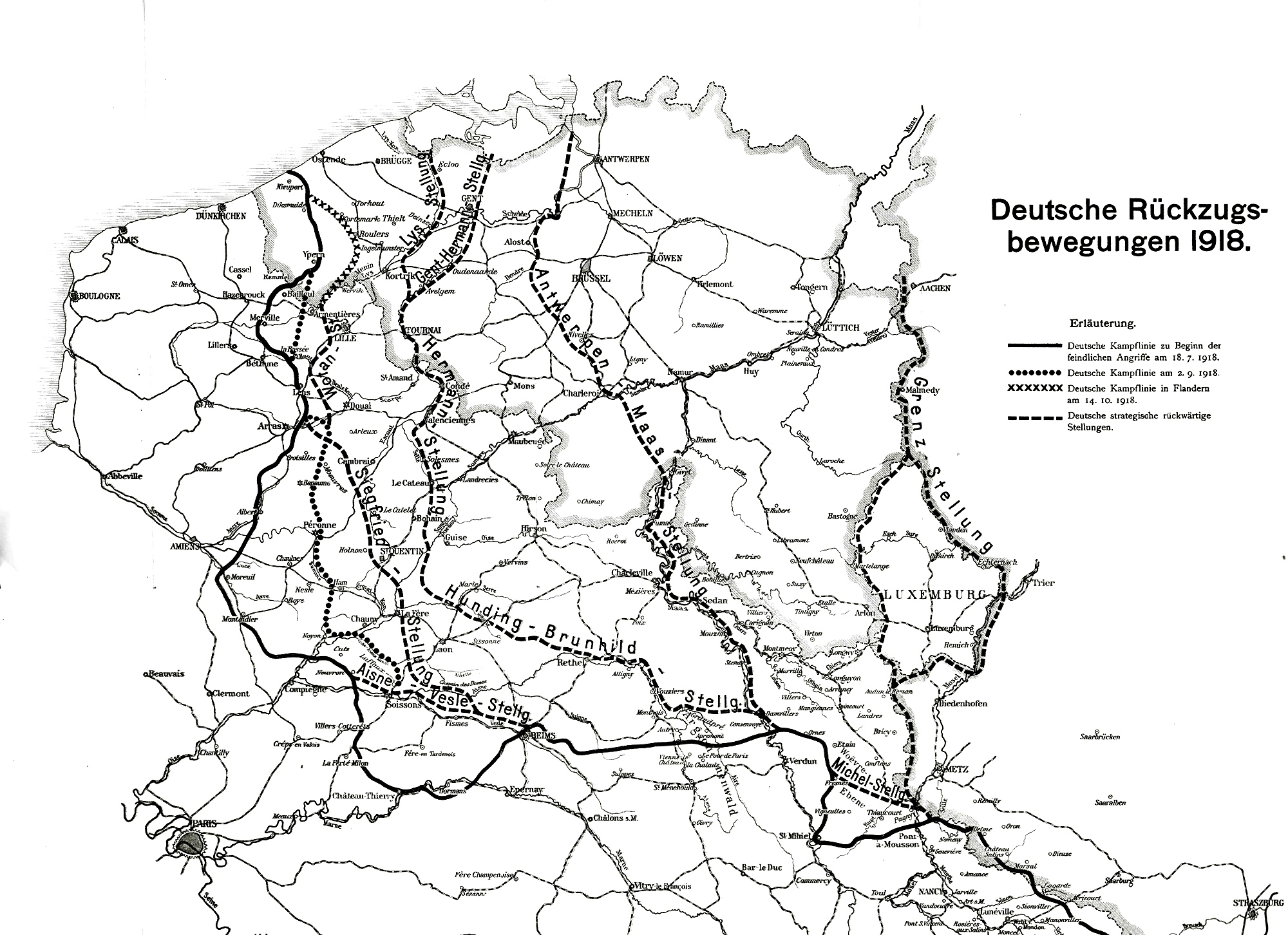
Deutsche Rückzugsbewegungen 1918

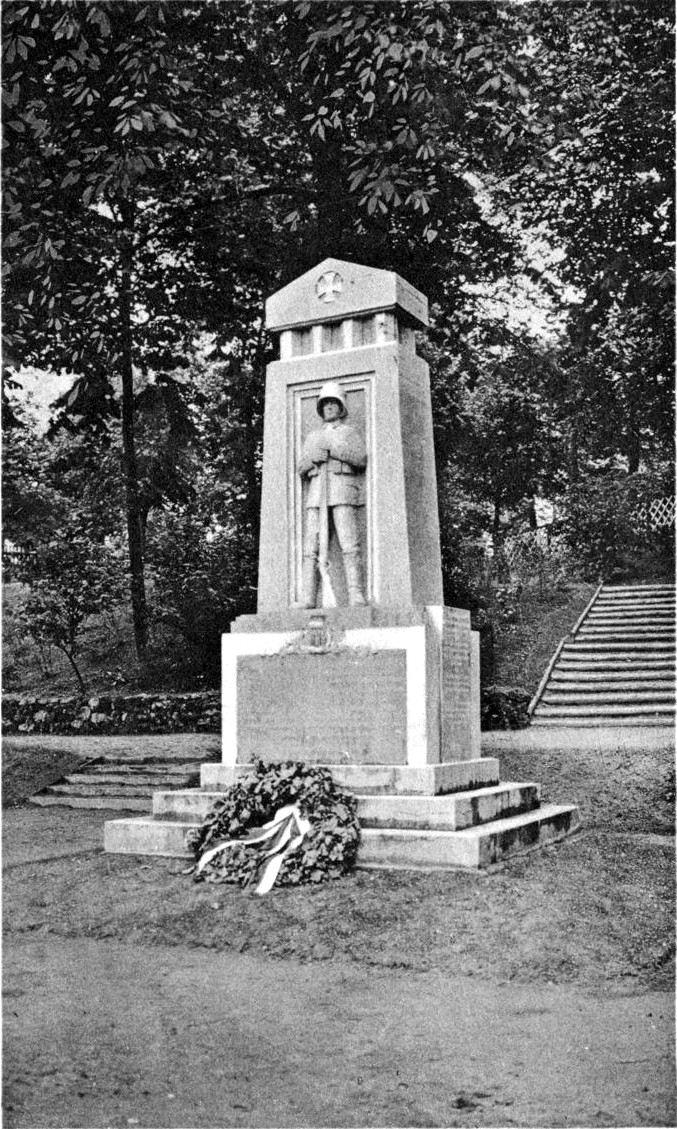
Kriegerdenkmal in Tilsit

- bis 20. März – Vorbereitung zur Angriffsschlacht im Westen 1918
- 21. März bis09. April – Große Schlacht in Frankreich
  - 21. bis 23. März – Durchbruchsschlacht bei Monchy-Cambrai
  - 24. bis 25. März – Schlacht bei Bapaume
- 10. April bis 24. Mai – Kämpfe zwischen Arras und Albert
- 24. Mai bis 22. Juli – Ausbildungszeit bei Marchienne-Ville hinter der Front der 17. Armee zwischen Arras und Albert
- 23. bis 26. Juli – Märsche hinter der Front der 2. und 18. Armee (Heeresgruppe Rupprecht)
- 27. Juli bis 07. August – Kämpfe an der Avre und Maas
- 08. August bis09. September – Abwehrschlacht zwischen der Somme und Oise
  - 09. bis 22. August – Schlacht um Roye und Lassigny
  - 23. bis 26. August – Kämpfe bei Bauvreignes und Loges-Wald
  - 27. August bis03. September – Schlacht am Nordkanal bei Nesle und Noyon
- 04. bis 18. September – Kämpfe vor der Siegfried-Front
- 19. September bis09. Oktober – Abwehrschlacht bei Cambrai und St. Quentin
- 10. bis 19. Oktober – Kämpfe vor und in der Hermannstellung
- 22. bis 26. Oktober – Kämpfe zwischen Oise und Serre
- 05. bis 11. November – Rückzugskämpfe vor der Antwerpen-Maas-Stellung
- 12. November bis 21. Dezember – Räumung der besetzten Gebiete, Rückmarsch in die Heimat
- ab 21. Dezember – Demobilisierung am Standort

#### Verlustliste 1914–1918
(Quelle: Das Infanterie-Regiment von Boyen (5. Ostpreußisches) Nr. 41 im Weltkriege 1914–1918., Verlustlisten S. 408–494.)
- Offiziere: 157  Tote
- 1. – 12. Kompanie
  - Unteroffiziere und Mannschaften: 5395 Tote
- M.G.-Kompanien: 179 Tote
- M.W.-Kompanie: 4 Tote

#### Vermisste 1914–1918
- 1. – 12. Kompanie
  - Unteroffiziere und Mannschaften: 1078 Vermisste
- M.G.-Kompanien: 18 Vermisste
- M.W.-Kompanie: 2 Vermisste

### Einsätze nach Kriegsende

#### 1918–1920
Das II. Ersatz Bataillon des Infanterie-Regiments Nr. 41 kam bereits ab dem 25. November 1918 nördlich der Memel im Grenzschutz zum Einsatz. Im April 1919 wird das II. Bataillon des Freiwilligen-Infanterie-Regiment 41 bei der Grenzschutz-Abteilung Memel zur Grenzsicherung eingesetzt, es schied damit taktisch vorläufig aus dem Regiments-Verband aus.
In Königsberg wird im Oktober 1919 das I. Bataillon des seit dem 20. Juli als Infanterie-Regiment 95 bezeichneten Regiments zur Ausübung von Besatzungsaufgaben eingesetzt. Das II. Bataillon des Infanterie-Regiments 95 kommt im selben Zeitraum in Schlesien für die Ausübung von Grenzschutzaufgaben zum Einsatz.

#### Verlustliste 1919–1920
- 1. – 12. Kompanie
  - Unteroffiziere und Mannschaften: 23 Tote
- M.G.-Kompanien: 1 Toter
- M.W.-Kompanie: 1 Toter

## Einsätze in Freiwilligenverbänden
Angehörige des „Infanterie-Regiment „von Boyen“ (5. Ostpreußisches) Nr. 41“ versahen auch freiwilligen Dienst in den Verbänden des Ostasiatischen Expeditionskorps und den der Schutztruppen Südwestafrikas. Während der Einsatzzeit schieden die Freiwilligen aus dem Etat des Stammregimentes aus.

### Boxeraufstand

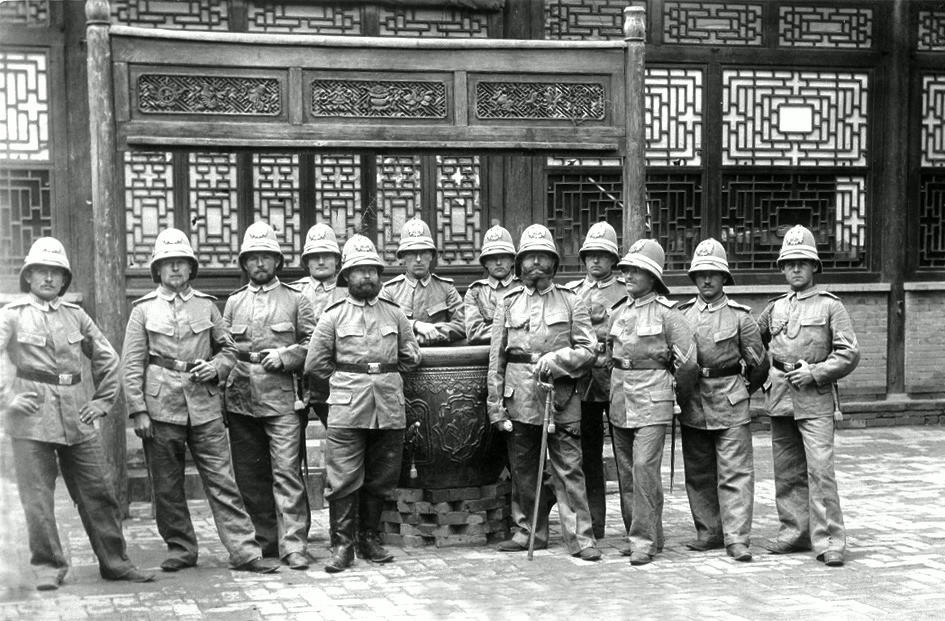
Generalfeldmarschall Graf von Waldersee (4 v.r.) am 27. Sept. 1900 in Tientsin (Tianjin)

Anlässlich des Boxeraufstandes meldeten sich im Juni 1900 ein Offizier, ein Unteroffizier sowie 20 Mann als Freiwillige zum Ostasiatischen Expeditionskorps nach China. Bei dem zum  1. Ostasiatischen Infanterie-Regiment versetzten Offizier handelte es sich um den Sanitätsoffizier Otto Krosta. Das Expeditionskorps wurde von dem am 12. Juli 1900 von Kaiser Wilhelm II. zum  Generalleutnant beförderten Emil von Lessel aus Freiwilligen aufgestellt. Der Verband formierte sich in Berlin. Auf dem Manövergelände Lockstedter Lager wurde die militärische Ausbildung durchgeführt. Der Abtransport erfolgte zwischen dem 27. Juli und dem 4. August von Bremerhaven ausgehend. Insgesamt umfasste das Expeditionskorps 582 Offiziere, 120 Sanitätsoffiziere, 18712 Mannschaften/Unteroffiziere und 5579 Pferde.
Die Regimentsfreiwilligen wurden am 16. Juli 1900 in die 7. Kompanie des 1. Ostasiatischen Infanterie-Regiment eingegliedert.
In ihren Verbänden kamen sie unter anderem bei der Erstürmung des Peitang-Forts und beim Gefecht an der großen Mauer bei Hwolu zum Einsatz. Die Strafexpeditionen in China waren von besonderer Rücksichtslosigkeit gegenüber Kombattanten und Nichtkombattanten gekennzeichnet.
Durch Befehl des Kaisers vom 17. Mai 1901 wurde das Korps in die neu gegründete 1. Ostasiatische Besatzungs-Brigade eingegliedert. Hier dienten die Freiwilligen des Regiments „von Boyen“ in der 5. Kompanie des 1. Ostasiatisches Besatzungs-Regiments. Nach der Neustrukturierung umfasste die Brigade zwei Infanterie-Regimenter mit jeweils sechs Kompanien, davon eine Kompanie beritten, eine Eskadron Jäger zu Pferde, eine Feldbatterie, eine Pionier-Kompanie und ein Feldlazarett. Die Einheiten der Brigade hatten ihre Standorte in Peking, Tientsin, Langfang, Yangtsun, Tangku und Schanghaikwan. Im September des Jahres kehrte der Großteil dieser Freiwilligen in das Regiment zurück. Ein Teil der Freiwilligen wurde in die 5. Kompanie des II. Transport-Bataillons eingegliedert, um Sicherungsaufgaben zu erfüllen. Ihre Rückkehr zum Regiment erfolgte Mitte November 1901.

### Deutsch-Südwestafrika

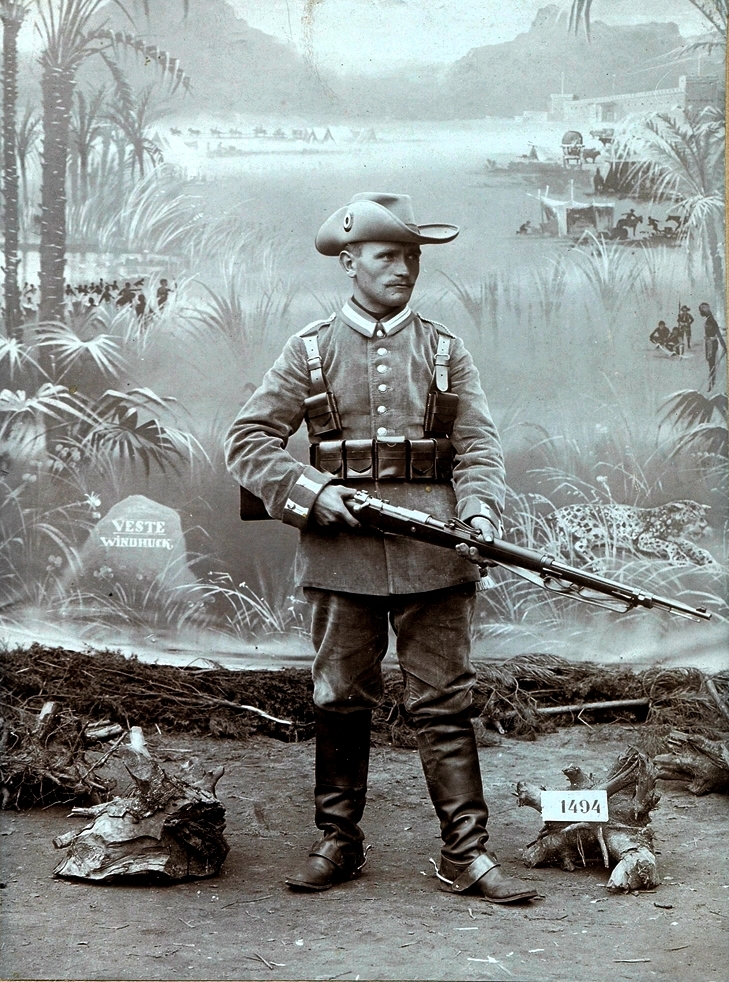
Schutztruppe Südwestafrika

Am 12. Januar 1904 brach der Herero-Aufstand im mittleren Bereich des Schutzgebietes aus. Nach den Angriffen auf die Farmen der Siedler und die Tötung von ca. 150 Siedlern erfolgte die Verstärkung der Einsatzverbände der Schutztruppen. An der Niederschlagung des Aufstandes der Herero und Nama beteiligten sich auch Regimentsangehörige, die sich freiwillig zum Dienst in der Schutztruppe meldeten. Unter Ihnen Hauptmann Kurt Schwabe, insgesamt versahen 1904 bis 1906 sechs Offiziere, zwei Unteroffiziere und 54 Mann freiwilligen Dienst in der deutschen Kolonie. Mannschaften und Unteroffiziere verpflichteten sich für 3 Jahre zum Dienst in der Schutztruppe. Die Zusammenstellung der Truppen erfolgte in Berlin, der Transport ins Einsatzgebiet beginnend ab Hafen Hamburg. Nach Ankunft der Freiwilligen in ihren Einsatzgebiet erfolgte umgehend die Eingliederung in den Einsatzverband der kaiserlichen Schutztruppen.
Den Truppen in Deutsch-Südwestafrika wurden aus dem Deutschen Reich fortlaufend neue Truppen zugeführt, nur so konnten die Schutztruppen ihre Kampfbereitschaft erhalten. Im August 1905 hatten die Schutztruppen eine Stärke von 1062 Offizieren und ungefähr 19600 Mannschaften/Unteroffiziere. Die Freiwilligen des Regiments „von Boyen“ waren nicht nur durch Kampfhandlungen gefährdet, die Zahl der Verluste durch Krankheiten war erheblich. Unter Befehl von Generalleutnant von Trotha wurden die Kämpfe mit brutaler Härte geführt, diese gipfelte in den Verfolgungskämpfen in der Omaheke. Die flüchtenden Herero wurden durch die Schutztruppe von den Wasserstellen vertrieben, Zehntausende  verdursteten. Unter den Freiwilligen der Schutztruppe war von Trotha wegen seines Führungsstils umstritten.

## Organisation

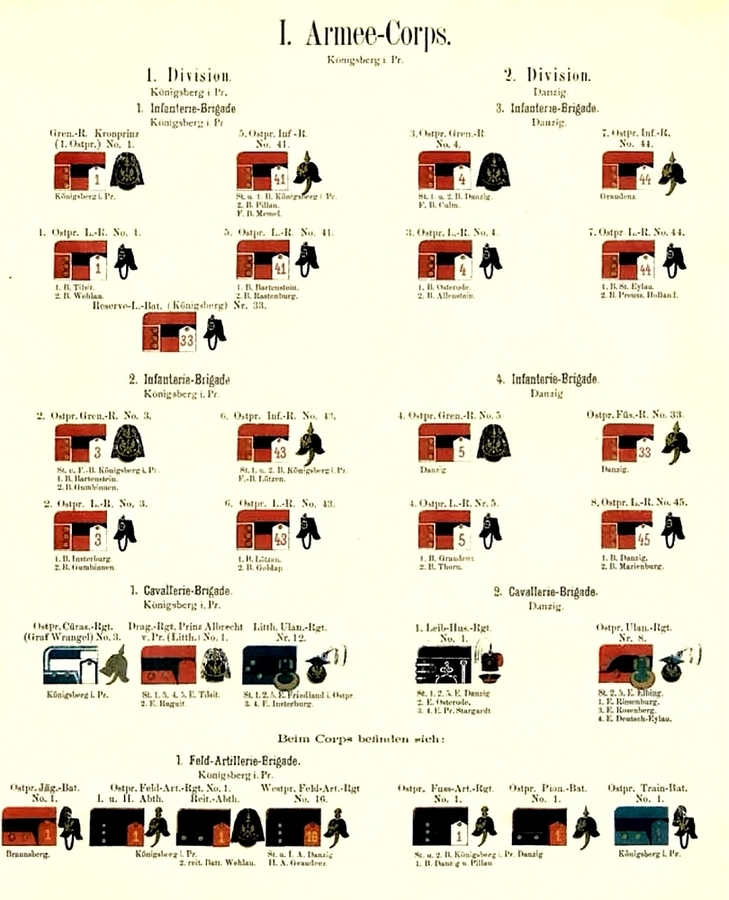
Unterstellung 1. Armee-Korps (vor 1885)

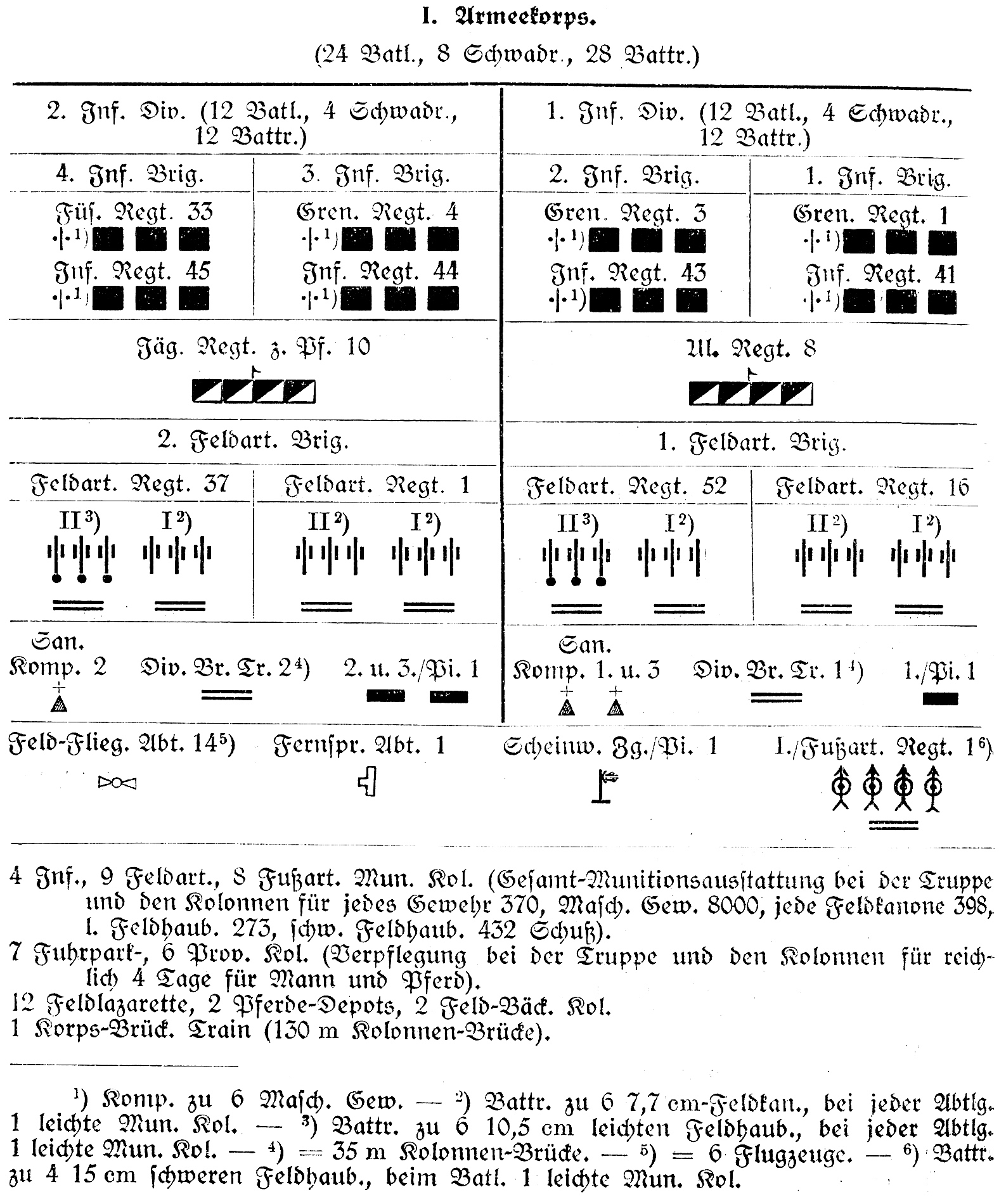
Unterstellung und Gliederung I. Armeekorps, August 1914

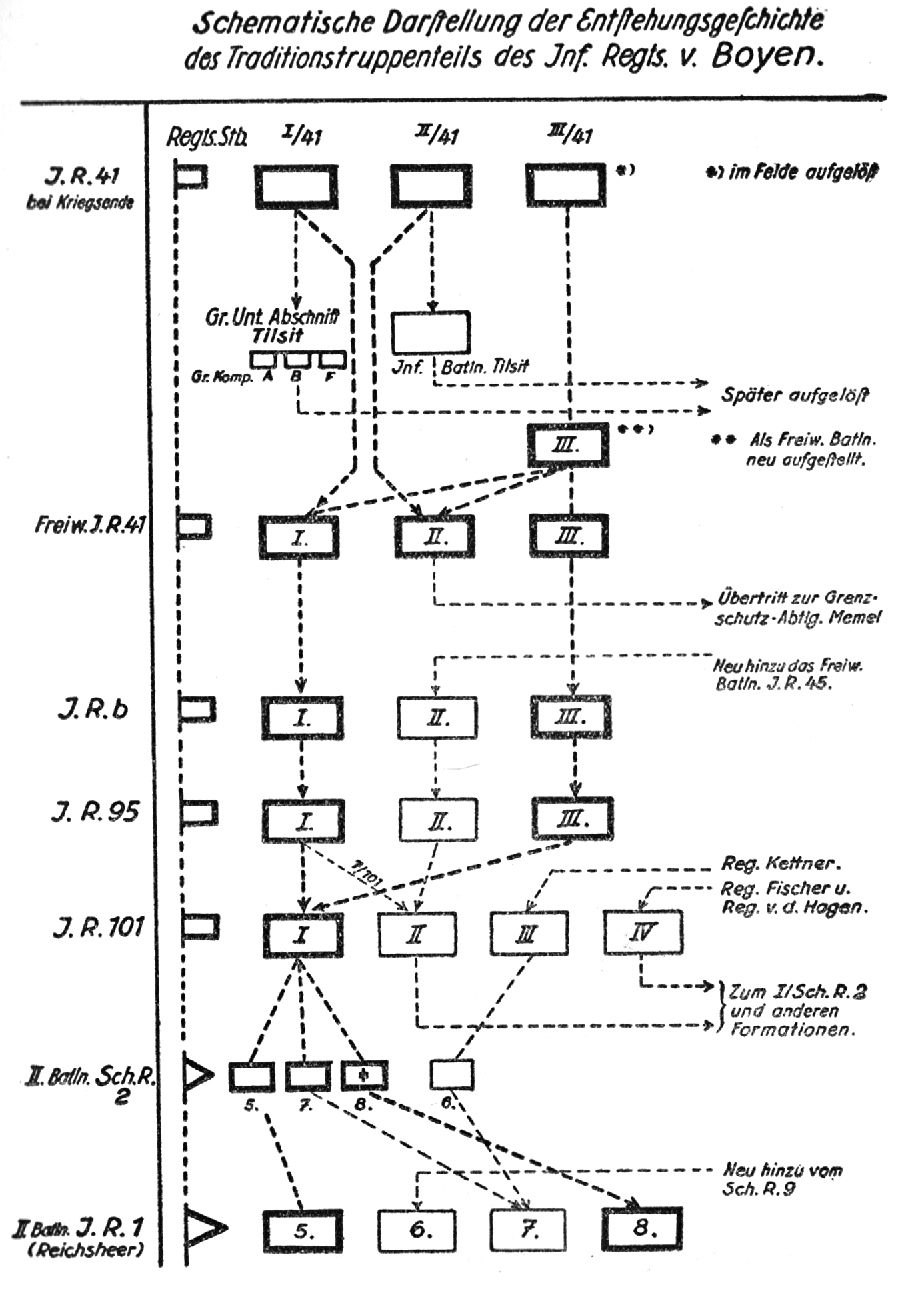
Organisationsstruktur 1918–1921

1. (Quelle: Das Infanterie-Regiment von Boyen (5. Ostpreußisches) Nr. 41 im Weltkriege 1914 – 1918.)
2. (Quelle: Das Grenadier-Regiment Kronprinz (1. Ostpreußisches) im Weltkriege., Band II.)

### Unterstellung

#### 2. August 1914 – 23. März 1915
- I. Armee-Korps
  - 1. Infanterie-Division
    - 1. Infanterie-Brigade
      - Grenadier-Regiment „Kronprinz“ (1. Ostpreußisches) Nr. 1
      - Infanterie-Regiment „von Boyen“ (5. Ostpreußisches) Nr. 41
      - Ulanen-Regiment „Graf zu Dohna“ (Ostpreußisches) Nr. 8

#### 23. März – 7. Juli 1915
- Korps „Bothmer“
  - 1. Infanterie-Division
    - 1. Infanterie-Brigade
      - Grenadier-Regiment „Kronprinz“ (1. Ostpreußisches) Nr. 1
      - Infanterie-Regiment „von Boyen“ (5. Ostpreußisches) Nr. 41
      - 3. Eskadron/Ulanen-Regiment „Graf zu Dohna“ (Ostpreußisches) Nr. 8

#### 7. Juli 1915 – 6. August 1916
- I. Armee-Korps
  - 1. Infanterie-Division
    - 1. Infanterie-Brigade
      - Grenadier-Regiment „Kronprinz“ (1. Ostpreußisches) Nr. 1
      - Infanterie-Regiment „von Boyen“ (5. Ostpreußisches) Nr. 41
      - Ulanen-Regiment „Graf zu Dohna“ (Ostpreußisches) Nr. 8

#### 6. – 13. August 1916
- II. Armee-Korps
  - 4. Infanterie-Division
    - 7. Infanterie-Brigade
      - Infanterie-Regiment „von Boyen“ (5. Ostpreußisches) Nr. 41

#### 14. – 31. August 1916
- VII. Armee-Korps
  - 14. Infanterie-Division
    - Infanterie-Regiment „von Boyen“ (5. Ostpreußisches) Nr. 41

#### 1. – 23. September 1916
- Argonnen Division
  - Brigade Lippe
    - Infanterie-Regiment Nr. 30
    - Infanterie-Regiment „von Boyen“ (5. Ostpreußisches) Nr. 41
    - Jäger-Regiment Nr. 2
    - 1. bayrische Brigade

#### 24. September 1916 – Dezember 1918
- 221. Infanterie-Division
  - 1. Reserve-Ersatz-Brigade
    - Reserve-Ersatz-Regiment Nr. 1
    - Infanterie-Regiment „von Boyen“ (5. Ostpreußisches) Nr. 41
    - Reserve-Infanterie-Regiment Nr. 60
    - MG-Scharfschützen-Abteilung Nr. 21
    - 1. Eskadron/Reserve-Ulanen-Regiment Nr. 2

### Gliederung

#### Erster Weltkrieg

##### I. Bataillon
- Bataillonsstab
- 1. – 4. Kompanie
- 1. Maschinengewehr-Kompanie[23]
- 1. Minenwerfer-Abteilung[24]

##### II. Bataillon
- Bataillonsstab
- 5. – 8. Kompanie
- 2. Maschinengewehr-Kompanie[23]
- 2. Minenwerfer-Abteilung[24]

##### III. Bataillon
- Bataillonsstab
- 9. – 12. Kompanie
- Maschinengewehr-Kompanie (Aufstellung 1909), 3. Maschinengewehr-Kompanie[23]
- 3. Minenwerfer-Abteilung[24]

##### Ersatz-Bataillone
(Garnison: Königsberg, Memel)
- I. Ersatz-Bataillon
- II. Ersatz-Bataillon

### Organisation nach Kriegsende
Die Reste des Regiments kehrten nach Kriegsende in die Heimat zurück, wo der Verband ab 21. Dezember 1918 in Tilsit demobilisiert wurde. Die Abwicklungsgeschäfte übernahm zu diesem Zeitpunkt das II. Bataillon. Aus den drei vorhandenen M.G.-Kompanien wurde eine M.G.-Kompanie gebildet, diese bezog den M.G.-Block am Standort. Aus den demobilisierten Teilen bildete sich dann Ende Januar 1919 das Freiwilligen-Infanterie-Regiment 41, das sich zu vier Bataillonen formierte. Der Stab lag im Abschnitt Memel und Heinrichswalde. Die einzelnen Einheiten gingen in der Vorläufigen Reichswehr in den Reichswehr-Infanterie-Regimentern 95 und 101 auf.
Die Traditionsübernahme in der Reichswehr wurde durch Erlass des Chefs der Heeresleitung General der Infanterie Hans von Seeckt vom 24. August 1921 verfügt. Die 5. und 8. Kompanie im II. Bataillon des 1. (Preußisches) Infanterie-Regiments erhielten die Tradition des  Infanterieregiments 41 zugewiesen, die 7. Kompanie erhielt die Zuweisung der Tradition des  Infanterieregiments 44. In der Wehrmacht führte das III. Bataillon des Infanterieregiments 43 die Tradition fort.

## Uniform und Ausrüstung

### Uniform

#### Waffenrock Preußen

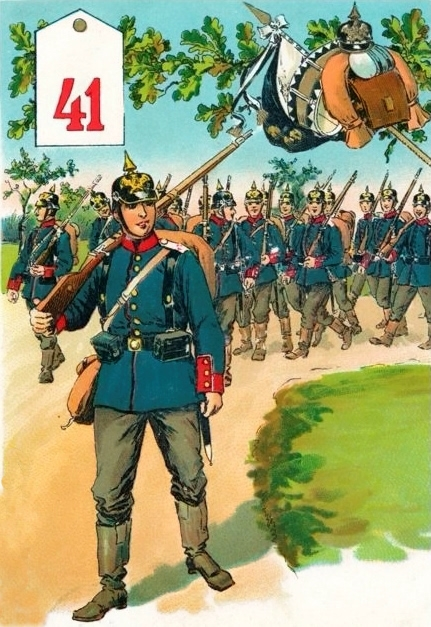
Uniform Infanterie-Regiment „von Boyen“ (5. Ostpreußisches) Nr. 41

- Waffenrock: aus dunkelblauem Tuch, eine Reihe Knöpfe, pouceauroter abgerundeter Kragen bei Mannschaften, Kragen bei Unteroffizieren mit goldenen glatten Tressen, brandenburgische Ärmelaufschläge und pouceauroter Ärmelpatten, diese mit weißen Vorstoß versehen, gelbe Knöpfe, Achselklappe der Mannschaften weiß mit roter Regimentsnummer.[27]
- Feldmütze: dunkelblaues Tuch, Besatz und Vorstoß pouceaurote Farbe, vorne auf dem Besatz die Kokarde.
- Helm: schwarz lackiertes Leder mit Vorder- und Hinterschirm, Aufsatzspitze, Wappenadler aus Messing mit Namenszug, flache Schuppenkette aus Messing. Ab 1887 entfällt bei den Helmen für Mannschaften die Schuppenkette, diese wird durch einen Lederriemen mit Hakenhalterung ersetzt. 1895 werden zur Gewichtsminderung die Beschläge aus Aluminiumbronze statt aus Messing hergestellt.
- Beinkleid: langes Beinkleid aus graumeliertes Tuch mit Schlitz und Schnallgurt.[28]
- Mantel: graumelierter Stoff, Achselklappen blau mit weißem Vorstoß und roter Regimentsnummer, pouceaurote Kragenpatten, Knöpfe gelb.
- Handschuhe: für Unteroffiziere aus weißem Wasch-Wildleder, für Mannschaften graumelierter Stoff weiß gefüttert.
- Stiefel: lederner Schaftstiefel mit 11 bis 12 Zoll hohen Schaft und Absatzeisen.

#### Waffenrock Feldgrau

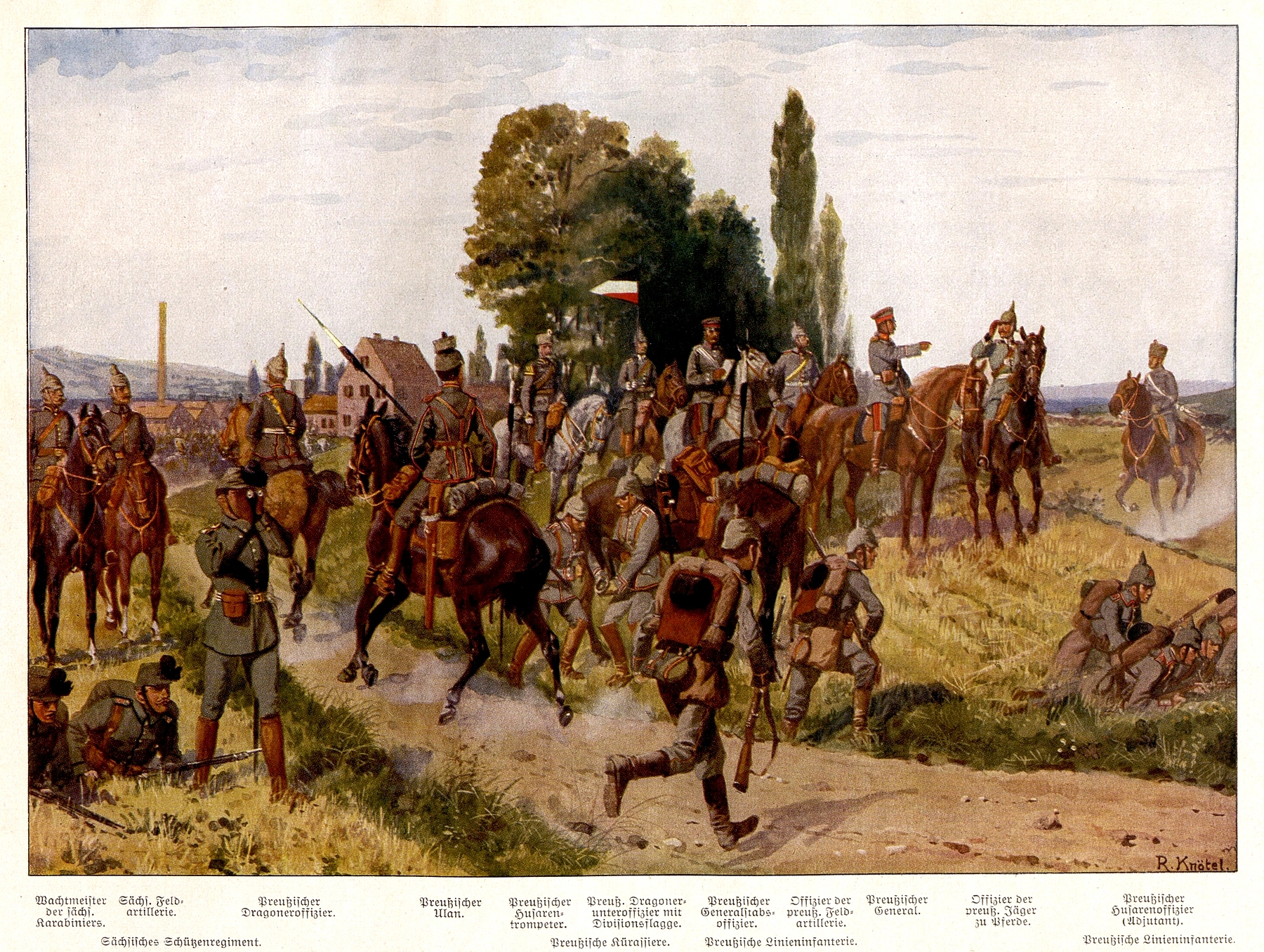
Deutsche Felduniformen 1914

- Waffenrock: 1909/10 stufenweise Einführung der feldgrauen Uniform, Ersetzung des bunten Uniformrocks durch die feldgraue Uniform (Feldrock Model 1907/10). Schulterklappen der Mannschaften trugen die rote Regimentsnummer.[29] Die Stiefel, in naturfarbenem Zustand bei Mobilmachung im Aug. 1914 ausgegeben. Nach den Bestimmungen vom Herbst 1915 mussten diese geschwärzt werden. Einführung der Feldbluse M15 im Herbst 1915. Lederkoppel aus naturbraunen oder schwarzem Leder mit Koppelschloss, dieses aus Messing oder Nickel gefertigt, mit Besatz.
- Helm: 1915 Einführung des Modells M15, graue Beschläge (lackiertes Zinkblech) mit entfernbarer Spitze, welche mit Bajonettverschluss ausgestattet war. Ab Februar 1916 Ausrüstung der Truppen vor Verdun mit dem Stahlschutzhelm Modell 1916. 1917 erfolgt die Einführung  des Schneeüberzuges für den Stahlhelm. Ab 1918 Einführung eines Tarnanstriches in Ockerfarben aus Sichtschutzgründen.

#### Bekleidungsvorschrift 1919
Am 19. Januar 1919 werden vorläufige Bestimmungen über die Bekleidung des Heeres in Friedenszeit erlassen. Hintergrund war die gewollte Abkehr von den alten Dienstgradabzeichen.
- Kopfbedeckung: An den Mützen war nur noch eine Kokarde auf dem Besatzstreifen zu tragen, in den Landesfarben. Ab sofort war es allen Angehörigen des Heeres erlaubt Schirmmützen zu tragen.
- Waffenrock: An den Uniformen waren keine Änderungen vorgesehen.
- Dienstgradabzeichen: Die bis zum Erlass getragenen Dienstgradabzeichen entfielen, es wurden behelfsmäßige Abzeichen eingeführt. Diese aus dunkelblauen Tuch in Streifenform gefertigt, in der Breite von unterschiedlicher Ausprägung, zwischen diesen jeweils ein Zentimeter Abstand. Je nach Dienstgrad wurden die Streifen am Oberarm oder Unterarm des Waffenrockes, des Mantels oder der Bluse getragen. Auf dem breitesten Streifen, war bei Offizieren die Nummer des Truppenteils aufgebracht.
- Seitenwaffe: Das kurze Infanterie-Seitengewehr Modell 98/05 wurde zur Standardseitenwaffe bestimmt. Offiziere, Unteroffiziere und Soldaten hatten das Seitengewehr übergeschnallt am Koppel zu tragen.

Diese Bestimmungen waren bis zum 5. Mai 1919 in Kraft, für die „vorläufige Reichswehr“ folgten andere Bestimmungen.

#### Waffenrock Schutztruppen
- Waffenrock der  Südwestafrika Schutztruppen: für Offiziere der weiße Tropenanzug, für Unteroffiziere und Mannschaften der Kordwaffenrock und der Khakianzug. Der Kragen, die Aufschläge, die Unterlage der Achselstücke und Vorstöße in Kornblumenblau. Beinkleid aus weißem Stoff, Kord oder Kaki, ohne Tuchstreifen und Tressen. Kopfbedeckung, Schutztruppenhut mit goldenen Tressenbesatz, Kokarde in Schwarz-Weiß-Rot. Schnürschuhe aus naturfarbenen Leder oder Schuhe aus Segeltuch.

### Ausrüstung

#### 1900
- Tornister M/87 mit Tragegerüst und Tornisterbeutel o. Tornister M/95 mit Tragriemen und Zeltzubehörbeutel.[31]
- zwei Patronentaschen
- Kochgeschirr mit Riemen, Feldflasche mit Trinkbecher.

### Galerie Uniform und Ausrüstung

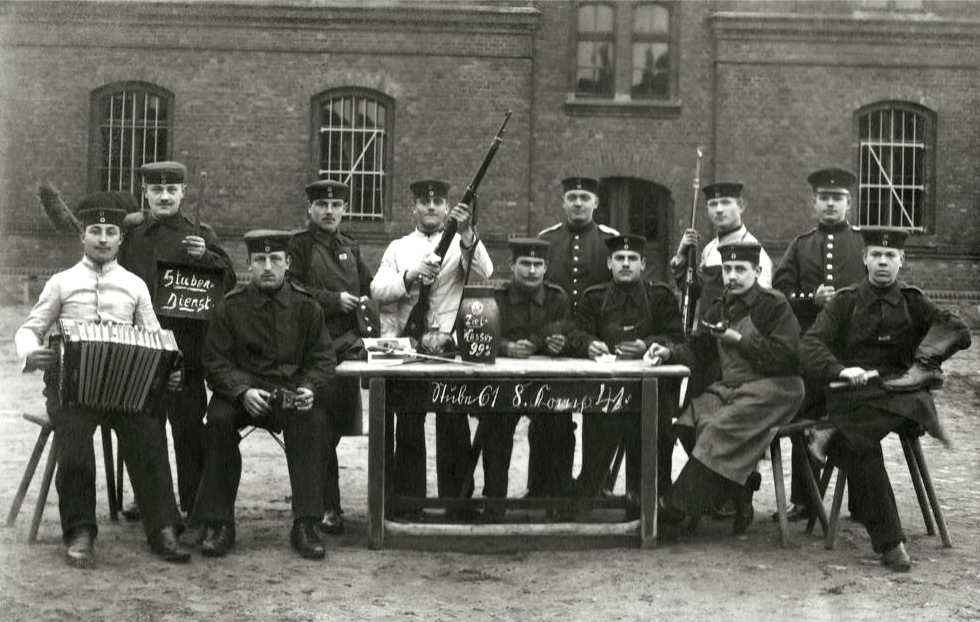
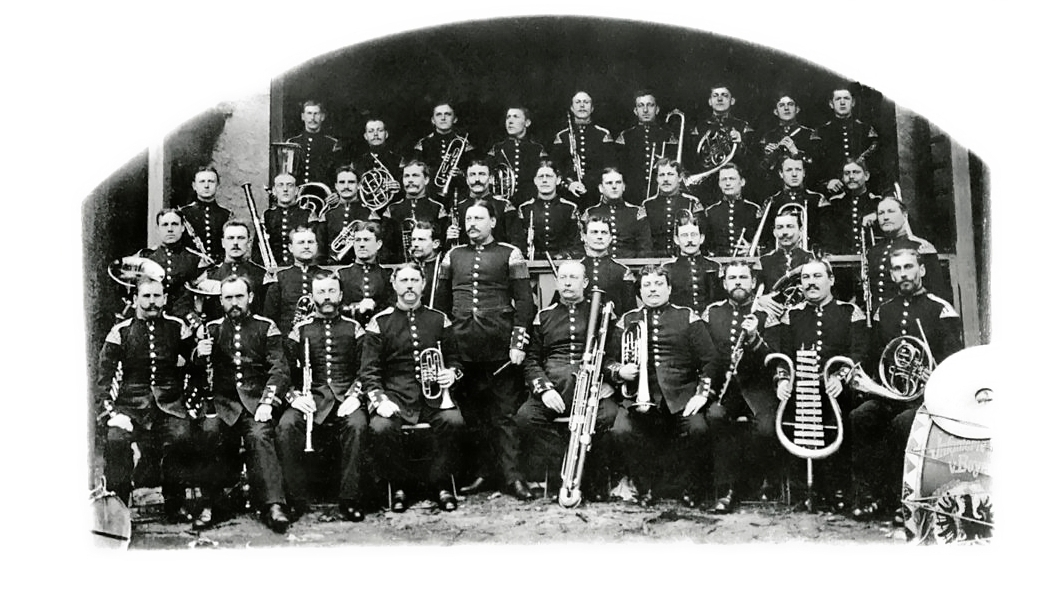
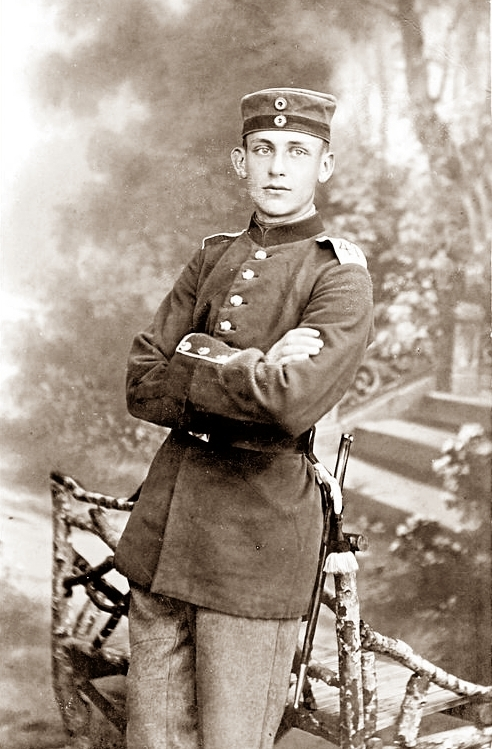
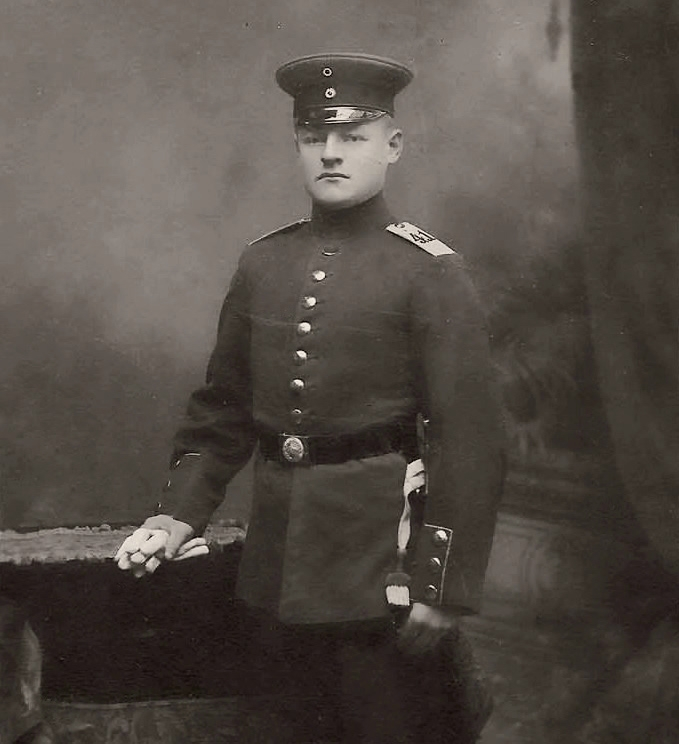
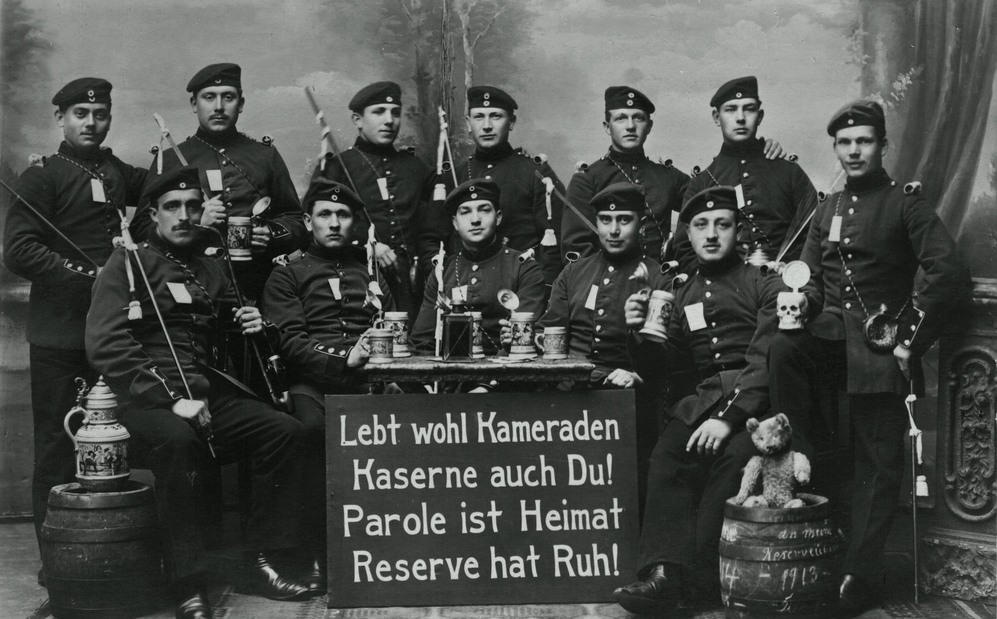

## Fahnen und Auszeichnungen

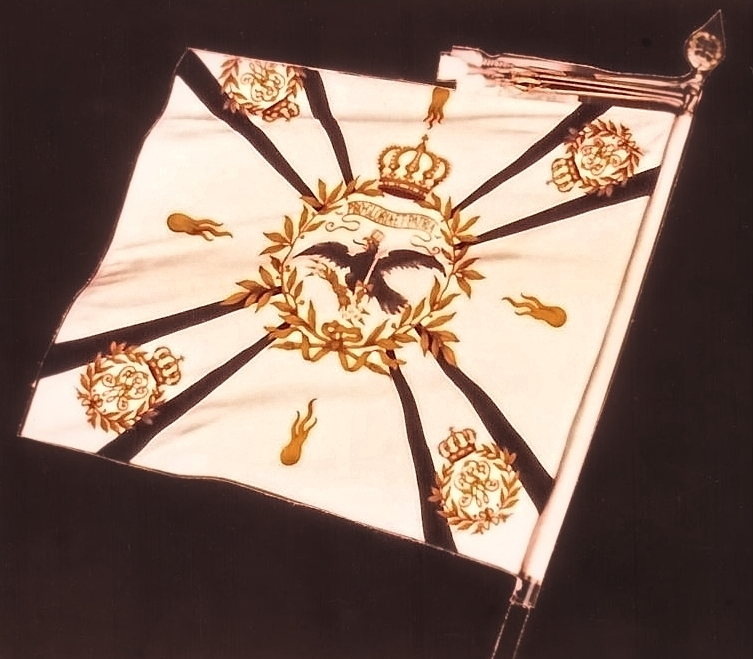
Fahne des I. Bataillons

### Fahnen
- Am 18. Januar 1861 Verleihung der Fahnen an das I., II. und III. Bataillon durch König Wilhelm bei der Großen Fahnenweihe in Berlin.[32]
- Am  9. August 1887 dem IV. Bataillon verliehen.[32] (Fahne ging 1890 nach Abgabe des IV. Bataillons mit an das Rgt. 144)
- Das 1893 neu aufgestellte IV. Bataillon erhält am 18. Oktober 1894 seine neue Fahne.[32]
- Erneuerung der Fahnen am 28. August 1901.[32]

Die Fahnen des I. und II. Bataillons wurden während der Feuergefechte am 3. Juli 1866 in der Schlacht von Königgrätz durch Granatsplitter und Gewehrschuss beschädigt.

### Auszeichnungen

#### Bataillone I. – III.
- Eisernes Kreuz in der Fahnenspitze.
- Fahnenband des Erinnerungskreuzes am 12. Dezember 1866 verliehen, mit Schwertern.[32]
- Fahnenband der Kriegsdenkmünze 1870/71 für Kombattanten, mit Spangen.[32]
- Verleihung des 1900 Erinnerungszeichens, verliehen an alle Fahnen und Standarten der deutschen Armee.

## Bewaffnung
Die Schießausbildung des 19. Jahrhunderts richtete sich nach den Vorschriften für die Schießausbildung die in der Schießinstruktion aufgestellt wurden, welche bis 1887 zahlreiche Abänderungen erfuhr aufgrund der fortschreitenden Entwicklung in der Waffentechnik des damaligen Zeitabschnittes. Die 1887 eingeführte „Schießvorschrift für die Infanterie“ stellte erstmals eine umfassende Grundlage für die kriegsnahe Ausbildung dar. Welches sich auch im Regiment positiv auf den Ausbildungsstand auswirkte.
Im Verlauf des Ersten Weltkrieges kam es zu grundlegenden Anpassungen in der Ausrüstung des Infanterie-Regiments. Die nicht mehr nur die alleinige Ausrüstung des Infanterie-Soldaten umfasste. Im Jahr 1917 waren die Schützen-Kompanien mit je fünf leichten Maschinen-Gewehren und zwei Granatwerfern ausgerüstet. Die Maschinengewehr-Kompanien waren mit jeweils zwölf schweren Maschinengewehren ausgestattet. Hinzu kamen ab 1917 die Minenwerfer, diese Minenwerfer-Züge wurden mit je vier Werfern ausgerüstet.

### Handwaffen u. Blankwaffen

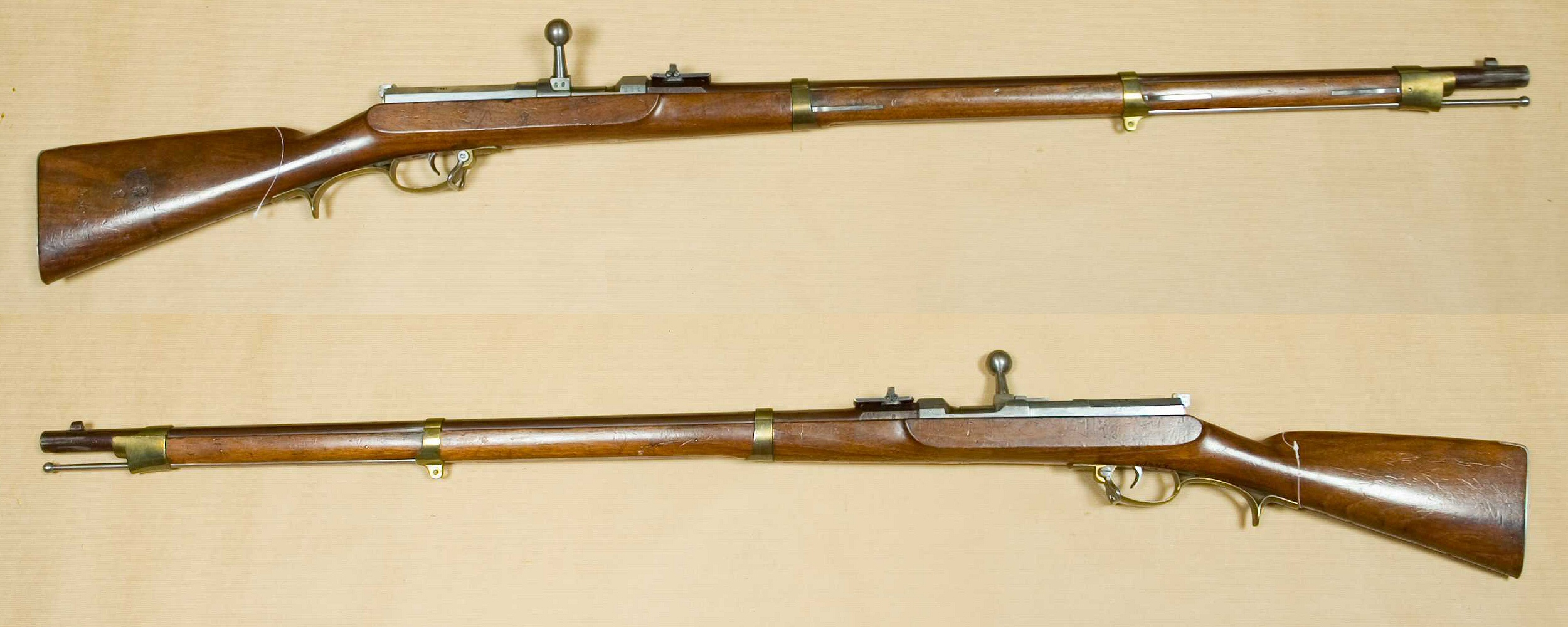
Zündnadelgewehr Modell M/41

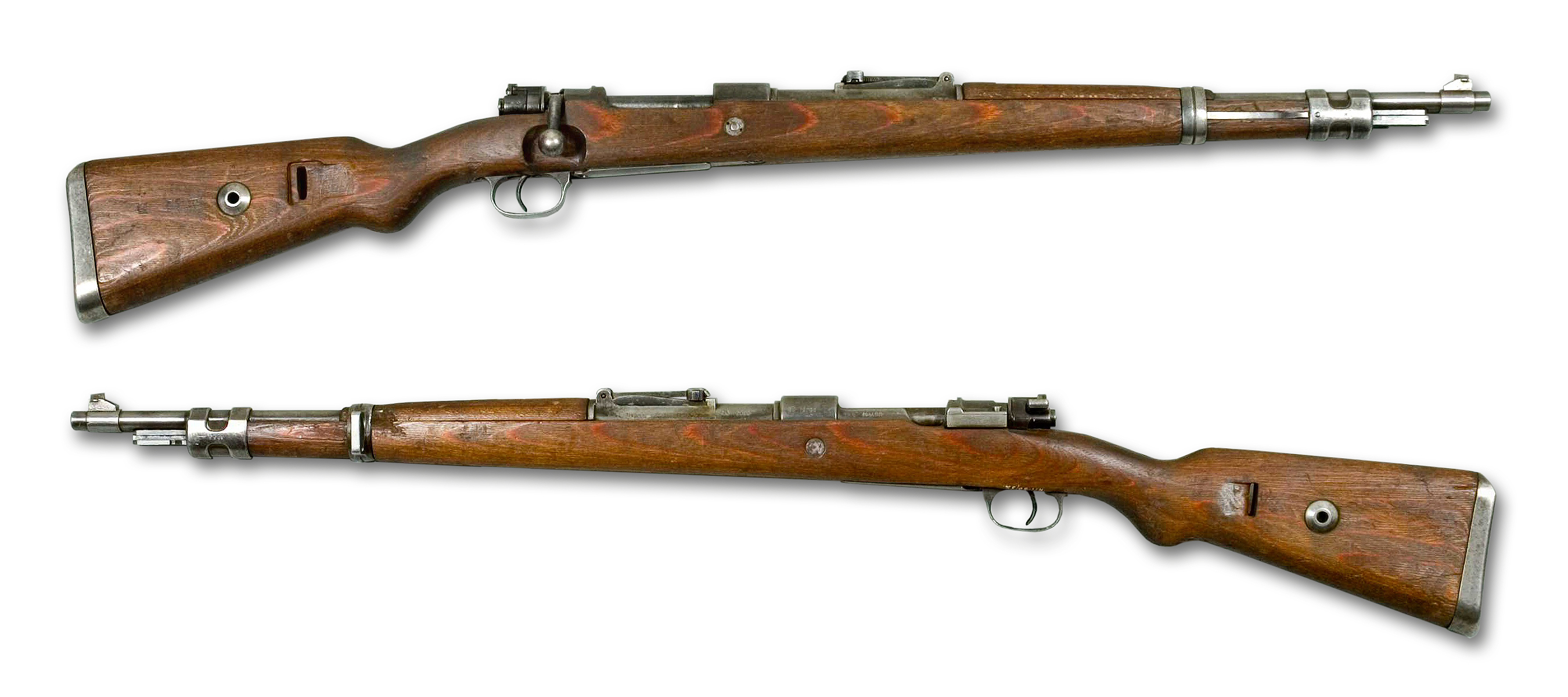
Modell Mauser 98

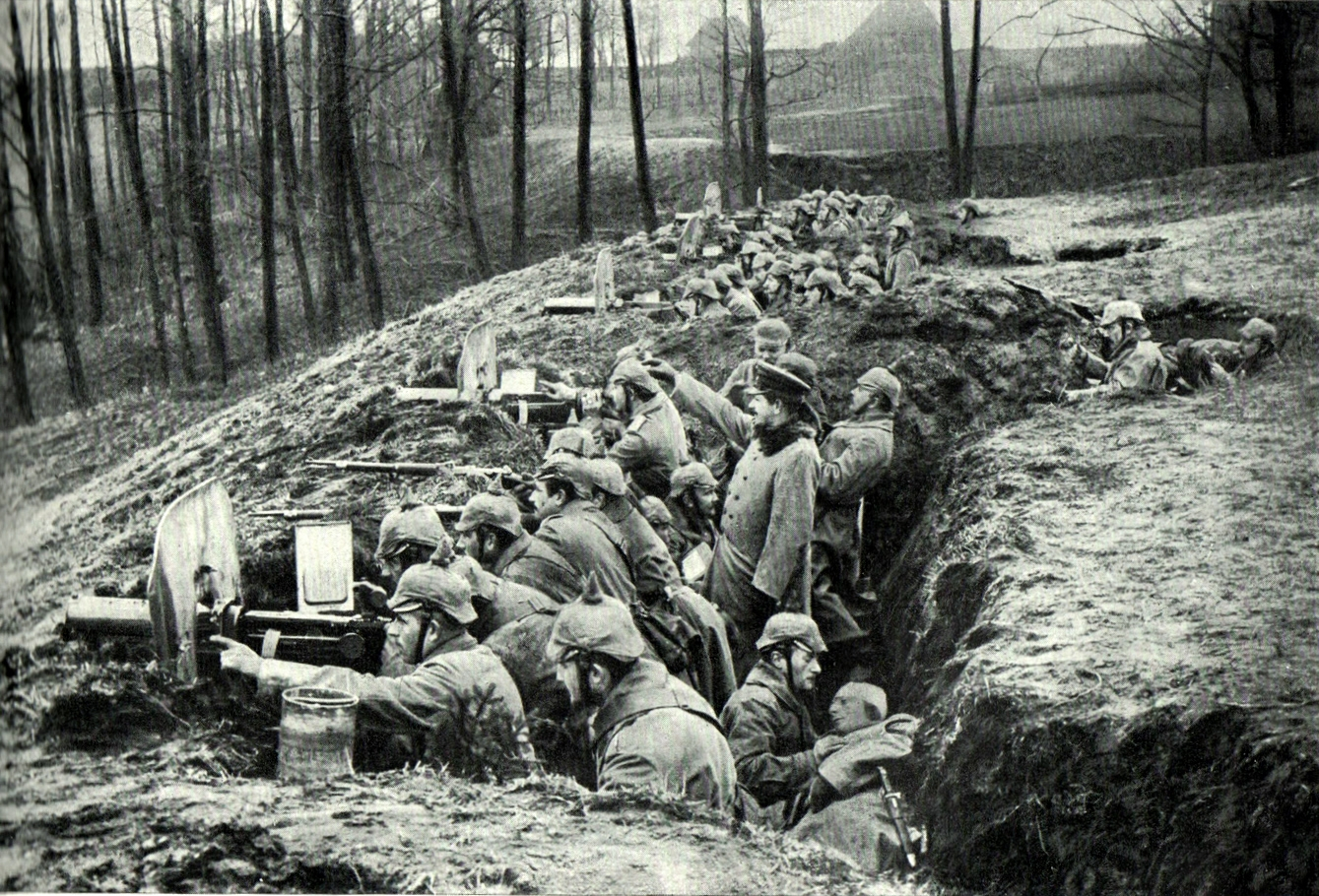
Maschinengewehr-Abteilung

#### 1860–1895
- Zündnadelgewehr Modell M/41
  - Dillenbajonett für Dreyse Modell 1841
- Zündnadelgewehr Modell M/60 und M/62[34]
  - Dillenbajonett für Dreyse Modell 1862
- Deutsches Reichsgewehr Modell 1871
  - Infanterie-Seitengewehr SG 1871
- Deutsches Infanteriegewehr Modell 1871/84[35]
  - Seitengewehr SG 71/84
- „Kommissionsgewehr“ Modell 1888
  - Seitengewehr SG 71/84
- Revolver Modell 79 bzw. später Modell 83

#### 1895–1919
- Mehrlade-Karabiner Modell Mauser 98
  - Infanterie-Seitengewehr SG 98, Seitengewehr SG 98/05, Dolchbajonett Demag 1916
- Selbstladepistole Modell 1896, Modell 1896/1912
- Revolver Modell 83 (bis ca. 1908 im Einsatz)

### Explosionswaffen

#### 1914–1918
- Kugelhandgranate Einführung 1913, Modifikation 1915
- Stielhandgranate mit „Brennzünder 15“ (Messingbrennzünder)
- Eihandgranate, ab 1917 mit Zinkbrennzünder

### Maschinengewehr-Kompanien

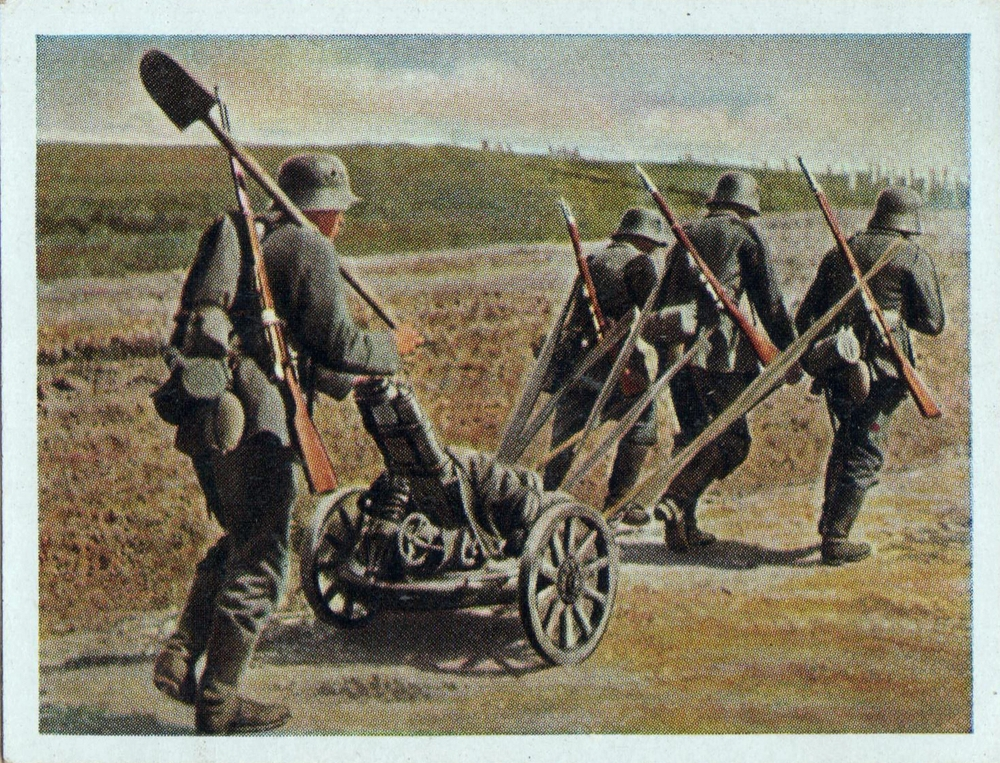
Leichter Minenwerfer 7,58 cm

#### 1910–1918
- Maxim-Maschinengewehr Modell 1908, Modifikation 08/15

### Minenwerfer-Abteilungen
In den Infanterieregimentern kam vorwiegend der leichte lafettierte 7,58 cm Minenwerfer zum Einsatz, seine Beweglichkeit und der dadurch mögliche schnelle Stellungswechsel waren von besonderer Bedeutung.
Die leichten Minenwerfer wurden zur Übernahme von Sperrfeuerabschnitten, dem Abriegeln von Zugangsgräben und dem Niederhalten der Reserven des Feindes eingesetzt.

#### 1917
- Leichter Minenwerfer 7,58 cm
- Mittlerer Minenwerfer 17 cm
- Schwerer Minenwerfer 25 cm

## Regimentschefs u. Kommandeure

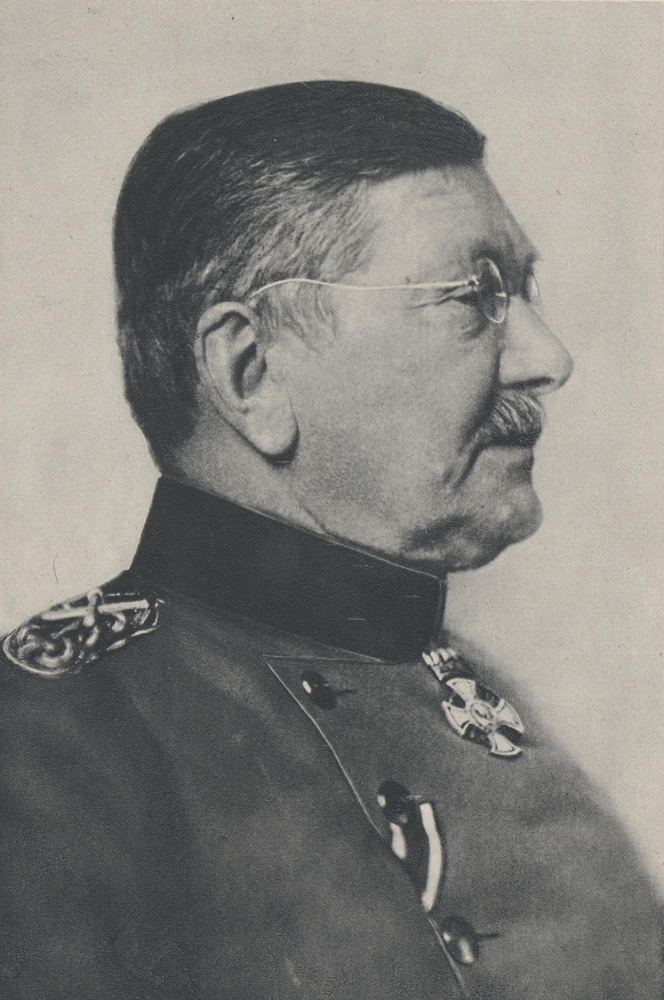
Letzter Regimentschef, Generalfeldmarschall Colmar von Goltz

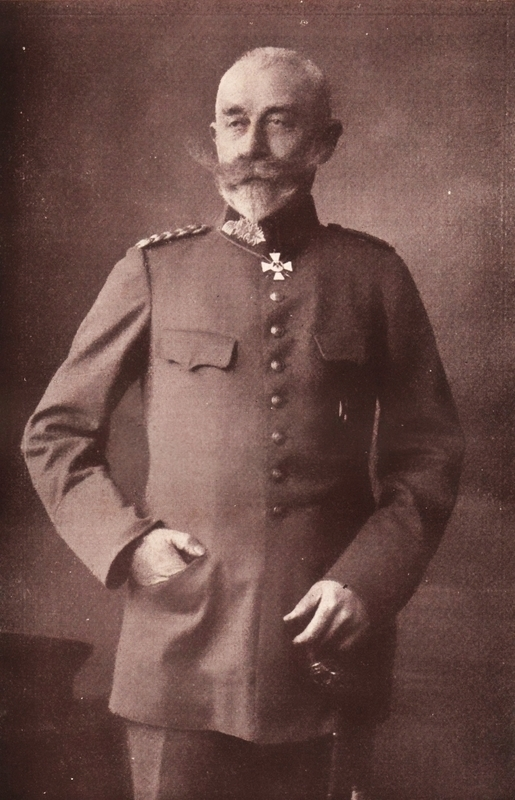
Generalmajor Ernst Schönfeld, Kommandeur des Regiments vom 22. März 1913 bis zum 28. Feb. 1915

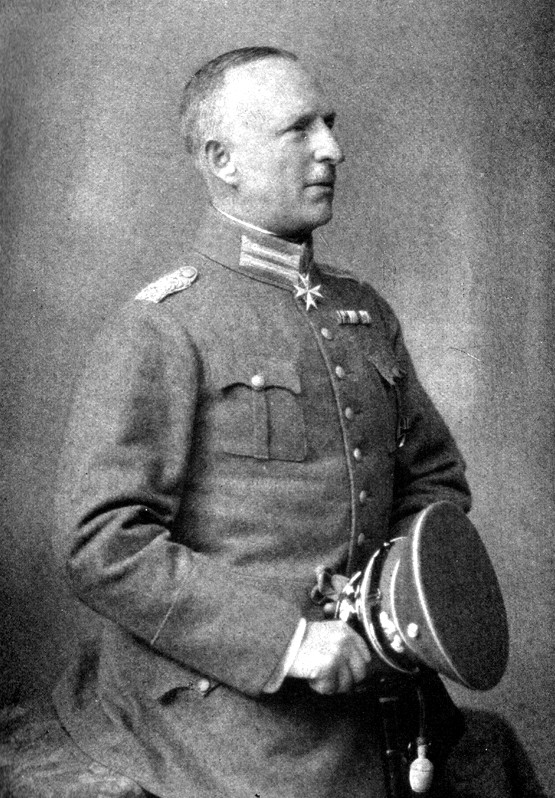
Oberstleutnant Hans Kloebe, Kommandeur des Regiments vom 11. Dez. 1916 bis zum 17. März 1919

### Regimentschefs
Erster Regimentschef wurde der General der Infanterie und Kommandierende General des I. Armee-Korps Adolf von Bonin. Mit seinem Tod am 16. August 1872 war diese Stellung zunächst vakant und wurde erst durch A.K.O. vom 2. September 1890 mit dem General der Infanterie und Kommandierenden General des Gardekorps Oskar von Meerscheidt-Hüllessem wieder besetzt.
1907 wurde Generaloberst von Goltz dem Regiment à la suite gestellt. Generalfeldmarschall Colmar von der Goltz wurde der letzte Regimentschef des Verbandes, er verstarb an den Folgen einer Fleckfieber-Erkrankung am 19. April 1916 in Bagdad. Generalfeldmarschall Colmar von der Goltz war aus den Reihen des Regiments hervorgegangen. Als junger Leutnant nahm er im Jahr 1866 an der Schlacht von Trautenau teil, in der er schwer verwundet wurde.
| Dienstgrad             | Name                            | Datum                                    |
| ---------------------- | ------------------------------- | ---------------------------------------- |
| General der Infanterie | Adolf von Bonin                 | 20. September 1860 bis 16. August 1872   |
| General der Infanterie | Oskar von Meerscheidt-Hüllessem | 02. September 1890 bis 26. Dezember 1895 |
| Generalfeldmarschall   | Colmar von der Goltz            | 16. Juni 1913 bis 19. April 1916         |

### Kommandeure
| Dienstgrad           | Name                            | Datum                                  |
| -------------------- | ------------------------------- | -------------------------------------- |
| Oberst               | Friedrich von Knorr             | 01. Juli 1860 bis 6. Februar 1863      |
| Oberst               | Ferdinand von Stülpnagel        | 10. Februar 1863 bis 20. November 1864 |
| Oberst               | Heinrich von Koblinski          | 21. November 1864 bis 5. Juni 1868     |
| Oberst               | Otto von Henning auf Schönhoff  | 06. Juni 1868 bis 17. Juli 1870        |
| Oberst               | Oskar von Meerscheidt-Hüllessem | 18. Juli 1870 bis 9. Februar 1872      |
| Oberst               | Konrad von Wegerer              | 10. Februar 1872 bis 1. Januar 1877    |
| Oberst               | Theodor Pohlmann                | 02. Januar 1877 bis 15. Juli 1878      |
| Oberst               | Georg von Carnap-Quernheimb     | 16. Juli 1878 bis 10. Juni 1882        |
| Oberst               | Emil von Lessel                 | 11. Juni 1882 bis 11. Juni 1886        |
| Oberst               | Otto Immelmann                  | 12. Juni 1886 bis 21. Mai 1889         |
| Oberst               | Friedrich Steppuhn              | 22. Mai 1889 bis 17. Januar 1891       |
| Oberst               | Robert von Graba                | 18. Januar 1891 bis 26. Januar 1894    |
| Oberst               | Paul Becher                     | 27. Januar 1894 bis 12. Mai 1895       |
| Oberst               | Julius von Holleufer            | 13. Mai 1895 bis 19. Juli 1898         |
| Oberst               | Georg Giesche                   | 20. Juli 1898 bis 17. Februar 1902     |
| Oberst               | Oskar Scholz                    | 18. Februar 1902 bis 18. Mai 1903      |
| Oberst               | Richard Pehlemann               | 19. Mai 1903 bis 10. September 1907    |
| Oberst               | Otto Schumann                   | 11. September 1907 bis 20. April 1911  |
| Oberst               | Hilmar Alfred von Kraewel       | 21. April 1911 bis 21. März 1913       |
| Oberst               | Ernst Schönfeld                 | 22. März 1913 bis 28. Februar 1915     |
| Major                | Wilhelm von Nauendorf           | 01. März bis 28. Juli 1915             |
| Oberstleutnant       | Hans Petersen                   | 22. August bis 25. Dezember 1915       |
| Oberst               | Max Transfeldt                  | 26. Dezember 1915 bis 2. August 1916   |
| Oberstleutnant       | Friedrich von der Heyde         | 03. August bis 27. September 1916      |
| Oberstleutnant       | August Dihle                    | 28. September bis 10. Dezember 1916    |
| Major/Oberstleutnant | Hans Kloebe                     | 11. Dezember 1916 bis 17. März 1919    |
| Oberst               | Schmidt                         | 18. März 1919 bis 01. Januar 1921      |

## à la suite
| Dienstgrad             | Name                 | Datum |
| ---------------------- | -------------------- | ----- |
| General der Infanterie | Colmar von der Goltz | –––   |

## Wissenswertes

### Fahnenjunker Felix Steiner
Der spätere SS-Gruppenführer Felix Steiner ging aus den Reihen des Regiments hervor. Im März 1914 trat er als Fahnenjunker in das Infanterie-Regiment von Boyen (5. Ostpreußisches) Nr. 41 ein. Als Fähnrich kam dieser mit dem Regiment in den Kämpfen bei Tannenberg, an den masurischen Seen und in Litauen zum Einsatz. Während der Kampfhandlungen im November 1914 wurde er schwer verletzt. Nach seiner Genesung erfolgte die Versetzung zur Festungs-MG-Abteilung Nr. 1.

### Dominik Richert
Ein Angehöriger des Regimentes war auch Dominik Richert, der seine Kriegserinnerungen in dem Buch Beste Gelegenheit zum Sterben beschrieben hat.